# Liste der Straßen und Plätze in Berlin-Friedrichshain

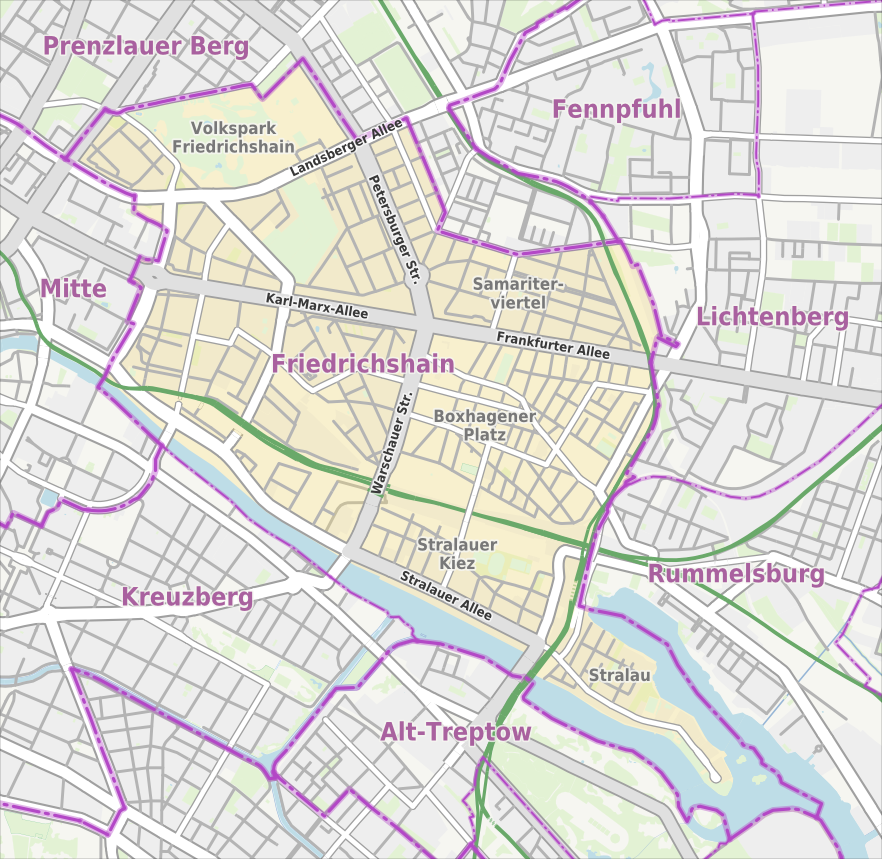
Übersichtskarte von Berlin-Friedrichshain

Die Liste der Straßen und Plätze in Berlin-Friedrichshain beschreibt das Straßensystem im Berliner Ortsteil Friedrichshain mit den entsprechenden historischen Bezügen. Gleichzeitig ist diese Zusammenstellung ein Teil der Listen aller Berliner Straßen und Plätze.

## Überblick
Der Ortsteil wird – im Westen beginnend im Uhrzeigersinn – begrenzt durch: Lichtenberger Straße, Mollstraße, Otto-Braun-Straße, Am Friedrichshain, Virchowstraße, Margarete-Sommer-Straße, Danziger Straße, Landsberger Allee, Hausburgstraße, Thaerstraße, Eldenaer Straße, Ringbahn-Trasse, Kynaststraße, Rummelsburger See und die Spree.
Friedrichshain umfasst im Wesentlichen die Postleitzahlenbereiche 10243, 10245, 10247 und 10249 (der noch Bereiche in Prenzlauer Berg abdeckt). In den Grenzbereichen zu den Nachbarbezirken Mitte bzw. Lichtenberg gehören kleine Gebiete Friedrichshains zu den Postleitzahlbereichen 10178, 10179 und 10317. Bei der Herausbildung des Straßensystems gehörten die hier dargestellten Bereiche zu den Postbezirken O 17, O 34 und O 112, Boxhagen-Rummelsburg und Friedrichsberg.
Am 31. Dezember 2023 zählte der Ortsteil Friedrichshain 141.238 Einwohner, deren Wohnbauten in 179 gewidmeten Straßen stehen, hinzu kommen im Ortsteil 23 Stadtplätze. Von den Straßen setzen sich 11 in die Nachbarortsteile fort oder gehören teilweise in diese. Die Gesamtlänge aller Stadt- und Bundesstraßen in Friedrichshain beträgt 84,5 Kilometer. Im Ortsteil besitzen zwei Straßenzüge den Rang von Bundesstraßen, die B 96a im Zuge Stralauer Allee – Warschauer – Petersburger – Danziger Straße und die zusammengeführten B 1 und B 5 über den Straßenzug Strausberger Platz – Karl-Marx-Allee – Frankfurter Allee.
In der folgenden Tabelle sind nicht alle Bau- und Gartendenkmale detailliert aufgenommen, weil diese sich im Schwesterprojekt Liste der Kulturdenkmale in Berlin-Friedrichshain wiederfinden.
Nach einem Beschluss der Bezirksverordnetenversammlung des Bezirks Friedrichshain-Kreuzberg vom 23. Februar 2005 sollen Straßen und Plätze zunächst nur noch nach Frauen be- oder umbenannt werden, um die Anzahl der Männern und Frauen gewidmeten Straßen anzugleichen. Ausnahmen bei größerem öffentlichen Interesse sind jedoch möglich.

## Übersicht der Straßen und Plätze
Die nachfolgende Tabelle gibt eine Übersicht über die vorhandenen Straßen und Plätze im Ortsteil sowie einige dazugehörige Informationen.
- Name/Lage: aktuelle Bezeichnung der Straße oder des Platzes. Über den Link Lage kann die Straße oder der Platz auf verschiedenen Kartendiensten angezeigt werden. Die Geoposition gibt die Lage der ungefähren Mitte der Straßenlänge an.
- Im amtlichen Straßenverzeichnis nicht aufgeführte Verkehrswege sind mit * gekennzeichnet.
- Ehemalige oder nicht mehr gültige Straßennamen sind kursiv gesetzt. Für bedeutende ehemalige Straßen oder historische Straßennamen ist gegebenenfalls eine gesonderte Liste vorhanden.
- Länge/Maße in Metern:
Die in der Übersicht enthaltenen Längenangaben sind  gerundete Übersichtswerte, die in Google Earth mit dem dortigen Maßstab ermittelt wurden. Sie dienen Vergleichszwecken und werden, sofern amtliche Werte bekannt sind, ausgetauscht und gesondert gekennzeichnet.
Bei Plätzen sind die Maße in der Form a × b für rechteckige Anlagen und für (ungefähr) dreieckige Anlagen als a × b × c mit a als längster Seite angegeben.
Sofern die Straße auch in benachbarte Ortsteile weiterführt, gibt der Zusatz ‚im Ortsteil‘ an, wie lang der Straßenabschnitt innerhalb des Ortsteils dieses Artikels ist.
- Namensherkunft: Ursprung oder Bezug des Namens.
- Anmerkungen: weitere Informationen über anliegende Baudenkmale oder Institutionen, die Geschichte der Straße und historische Bezeichnungen.
- Bild: Foto der Straße oder eines anliegenden Objektes.

| Name/Lage                           | Länge/Maße (in Metern)                  | Namensherkunft | Datum der Benennung               | Anmerkungen | Bild |
| ----------------------------------- | --------------------------------------- | --- | --------------------------------- | --- | --- |
| Alt-Stralau (Lage)                  | 0960                                    | Alter Dorfkern von Stralau | 1900                              | Die Straße führt von der Kreuzung Stralauer Allee/Markgrafendamm bis zur Tunnelstraße. Von 1887 bis 1900 trug sie den Namen Dorfstraße. Baudenkmale sind das historische Fabrikgebäude der Teppichfirma M. Protzen & Sohn (Nr. 3 und 4), das Zentralbüro und ein Werkstattgebäude der ehemaligen Stralauer Glashütte (Nr. 63, 66 und 67). In Höhe der Nummer 18 befindet sich eine Karl-Marx-Gedenkstätte. Das im unteren Foto abgebildete historische Gebäude diente zu DDR-Zeiten als Hauptverwaltung der Binnenreederei Berlin. | Historische Schule in der Straße Alt-Stralau · Ehemalige Forschungsanstalt für Schifffahrt, Wasser- und Grundbau; Alt-Stralau                      |
| Am Comeniusplatz (Lage)             | 0135                                    | Johann Amos Comenius (1592–1670), mährischer Pädagoge | 4. Juli 1904                      | Die Straße, zuerst Straße 4a, Abt. XIV im Bebauungsplan, bildet die nördliche Grenze des gleichnamigen Platzes und verbindet die Gubener mit der Marchlewskistraße. Das Haus Nummer 6 ist Bestandteil einer denkmalgeschützten Wohnanlage aus dem Jahr 1955. | |
| Am Containerbahnhof (Lage)          | 0130                                    | Containerbahnhof Frankfurter Allee | 1. Jan. 1997                      | Der kurze Verkehrsweg ist die Zufahrtsstraße von der Möllendorffstraße zu den Bahnanlagen, auf deren Fläche sich zu DDR-Zeiten ein großer Container-Umschlagplatz befand. Diese Zufahrt wurde mit dem Containerbahnhof angelegt und ermöglicht heute die Zufahrt zum Parkhaus am Ring-Center III. Vor 1945 bestand in dieser Trasse die Straße 13 (die nicht offiziell gewidmet war). Von dieser etwas nach Südwest versetzt führte die Zufahrtsstraße zur Bahnfläche. Die namenlose Zufahrtsstraße findet sich noch 1961 auf der Karte, sie liegt im Bereich der Bezirksgrenze Lichtenberg zu Friedrichshain. Die Straße ragt in Lichtenberger Areal hinein, Der Straße Am Containerbahnhof sind keine eigenen Grundstücke zugeordnet. An der Nordseite gehören neun Meter ab Fahrbahnkante (Baumstreifen in der Breite zur Möllendorffstraße 117) und an der Südseite gehören der sechs Meter breite Gehweg und das Gebäude Möllendorffstraße 118 zu Friedrichshain. In letzterem befindet sich das Parkhaus des anschließenden Einkaufcenters Ringcenter III (Frankfurter Allee 115/117 in Lichtenberg), die Straße ist Zufahrt zum Parkhaus und den dahinter liegenden Lager- und Zulieferflächen. | |
| Am Oberbaum (Lage)                  | 0200                                    | Oberbaum, Flusssperre der ehemaligen Berliner Zollmauer in der Spree | vor 1841                          | Am Oberbaum wird der Straßenbereich zwischen der Warschauer Straße und der Oberbaumbrücke bezeichnet. Im Berliner Adressbuch von 1841 wurden erstmals Straßen aus der Umgebung von Alt-Berlin aufgeführt, da gab es diese Straße (Oberbaum, am) bereits und sie war mit Wohnhäusern bebaut. | Am Oberbaum |
| Am Ostbahnhof (Lage)                | 0510                                    | Berlin Ostbahnhof | 24. Mai 1951                      | Die Straße verläuft von der Straße der Pariser Kommune (Osten) bis zur Andreasstraße, danach leicht nördlich versetzt noch etwa vierzig Meter weiter in Richtung Westen und endet dort als Sackgasse. – Die Straße wurde im westlichen Teil 1844 als Breslauer Straße von der Krautstraße Ecke Holzmarktstraße bis zur Koppenstraße angelegt und lief auf den damaligen Kopfbahnhof zu. 1887 wurde sie nach Umbau des Bahnhofs unter dem Namen Am Schlesischen Bahnhof in Richtung Osten bis zur Fruchtstraße (heute Straße der Pariser Kommune) verlängert. Nachdem der Schlesische Bahnhof 1950 in Ostbahnhof umbenannt worden war, erhielt die Straße Am Schlesischen Bahnhof 1951 den angepassten Namen Am Ostbahnhof. 1964 wurde auch die Breslauer Straße so benannt. Durch den gesamten Straßenzug führte bis 1966 eine Straßenbahnstrecke. – Später wurde die Straße in Richtung Westen verkürzt. Ein Teil gehört inzwischen zum Grundstück einer Tankstelle. Über das ehemalige Grundstück Breslauer Str. 1, wo es im Lokal Naubur 1928 zu einer Massenschlägerei mit Toten und Schwerverletzten gekommen war, führt heute der Mittelstreifen der Holzmarktstraße. Die von 1867 bis um 1950 Am Ostbahnhof genannte Straße befand sich an einer anderen Stelle und heißt seitdem Am Wriezener Bahnhof. | Am Ostbahnhof |
| Am Postbahnhof (Lage)               | 0300                                    | ehemaliger Postbahnhof | 16. Nov. 2006                     | Am Postbahnhof wurde 2006 angelegt, sie geht von der Straße der Pariser Kommune ab. | Am Postbahnhof |
| Am Rudolfplatz (Lage)               | 0120                                    | Rudolf von Stralow († um 1288), Besitzer des Dorfes Stralau | 28. Nov. 1900                     | Die Straße, zuerst Straße 47a, Abt. XIV des Bebauungsplans, bildet die südliche Begrenzung des gleichnamigen Platzes und verbindet die Dannecker- und die Modersohnstraße. Sie erhielt ihren Namen nach dem bereits 1896 benannten Rudolfplatz. Außer der Zwinglikirche ist noch das Umspannwerk Am Rudolfplatz 3 als Berliner Baudenkmal erwähnenswert. | Am Rudolfplatz |
| Am Speicher (Lage)                  | 0180                                    | Palmkernölspeicher, Industriedenkmal auf der Halbinsel Stralau | 1997                              | Am Speicher ist eine von der Straße Palmkernzeile abgehende Stichstraße. | Am Speicher |
| Am Wriezener Bahnhof (Lage)         | 0130                                    | Wriezener Bahnhof, ehemals hier gelegener Bahnhof | 16. Nov. 2006                     | Der nördliche Teil der Straße wurde vermutlich 1867 gleichzeitig mit dem Ostbahnhof erstmals angelegt und erhielt den Namen „Am Ostbahnhof“. Den Ostbahnhof gab es nur bis 1882, danach wurde der Personenverkehr zum Schlesischen Bahnhof verlagert, dennoch behielt die Straße ihren Namen mindestens bis 1946. Als jedoch 1950 der Schlesische Bahnhof in „Ostbahnhof“ umbenannt wurde, wäre der Name sehr irreführend gewesen und die Straße wurde in Am Wriezener Bahnhof umbenannt. Die Straße ist im Stadtplan von 1961 noch eingetragen, wurde aber vermutlich nach der Enttrümmerung nicht mehr bebaut. Später wurde sie aufgehoben. Im Jahre 2006 wurde die Straße erneut angelegt. Sie führt zunächst, wie die frühere gleichnamige Straße, von der Straße der Pariser Kommune südlich der Trasse der früheren Ostbahn. Dann knickt sie jedoch in Richtung Süden ab und verläuft über das auf dem ehemaligen Bahnhofsgelände bis zur gleichzeitig neu angelegten Straße An der Ostbahn, die nördlich der jetzigen Ostbahn liegt. | Am Wriezener Bahnhof |
| An der Brauerei (Lage)              | 0280                                    | ein hier zwischen 1855 und 1990 produzierender Betrieb der ehemaligen Patzenhofer-Brauerei | 1. März 1997                      | Die Straße verläuft von der Richard-Sorge-Straße in östliche Richtung und endet als Sackgasse, die jedoch eine fußläufige Verbindung zur Petersburger Straße besitzt. Es war vorher die verlängerte Heidenfeldstraße, die keinen offiziellen Namen trug. | |
| An der Michaelbrücke (Lage)         | 0150                                    | Michaelbrücke | 30. Dez. 1878                     | Die Straße führt von der Holzmarktstraße bis zur Brücke. Bereits 1875 wurde die Straße als öffentliche Straße genehmigt, erhielt aber erst drei Jahre später ihren Namen. Am 19. Februar 1879 wurde der Straßenabschnitt auf der Brücke hinzugefügt. | An der Michaelbrücke |
| An der Ostbahn (Lage)               | 0800                                    | Preußische Ostbahn | 16. Nov. 2006                     | An der Ostbahn geht von der Straße der Pariser Kommune ab und verläuft parallel zur Stadtbahn auf dem Gelände des ehemaligen Wriezener Bahnhofs. Sie wurde 2006 angelegt. | An der Ostbahn |
| An der Schillingbrücke (Lage)       | 0160                                    | Schillingbrücke | 22. Juli 1841                     | Die Straße reicht von der Andreasstraße bis zur Brücke. Auf den Ost-Berliner Stadtplänen der 1970er und 1980er Jahre ist die Straße namenlos. Die Schillingbrücke war gar nicht eingezeichnet; sie lag unmittelbar an der Berliner Mauer. | An der Schillingbrücke |
| Andreasstraße (Lage)                | 0820                                    | St. Andreaskirche | 23. Jan. 1863                     | Die Straße verläuft von der Holzmarktstraße nordwärts bis zur Karl-Marx-Allee. Der zuerst von einem Kammergerichtsrat gewünschte Name Wülknitzstraße wurde nicht genehmigt. Das Haus Nummer 46, zusammen mit den benachbarten Gebäuden vom Architektenkollektiv Egon Hartmann 1952 als einer der ersten Neubauten des damaligen Blocks Süd der Stalinallee entstanden, steht unter Denkmalschutz. In dieser Straße befand sich bis kurz vor dem Ende des Zweiten Weltkriegs das Kino Concordia-Palast. Er wurde zusammen mit den umstehenden Wohnhäusern zerstört und nicht wieder aufgebaut. | Andreasstraße |
| Anita-Berber-Platz (Lage)           |                                         | Anita Berber (1899–1928), Tänzerin und Schauspielerin | 28. Apr. 2021                     | Der Platz liegt an der Mariane-von-Rantzau-Straße in der Nähe der Uber Arena | |
| Annemirl-Bauer-Platz (Lage)         | 0140 (gebogen) × 120 × 80               | Annemirl Bauer (1939–1989), Malerin | 18. Sep. 2010                     | Der bereits auf Stadtplänen in den 1940er Jahren zu sehende Platz liegt westlich des neuen Zugangs zum Bahnhof Ostkreuz. Er wurde anlässlich des Abschlusses der Sanierungen in diesem Gebiet im Jahr 2010 auf Antrag eines Familienangehörigen von Annemirl Bauer benannt. | |
| Auerstraße (Lage)                   | 0440                                    | Carl Auer von Welsbach (1858–1929), österreichischer Chemiker und Erfinder | 31. Mai 1951                      | Bis 1951 hieß die Straße Richthofenstraße nach dem Berliner Polizeipräsidenten Bernhard von Richthofen. Die Auerstraße verbindet den Weidenweg mit der Richard-Sorge-Straße. In der Auerstraße 13–17 befindet sich eine 1953/1954 von Anton Gerber entworfene und denkmalgeschützte Kindertagesstätte. Des Weiteren gehören die 1954 fertiggestellten Häuser Nummer 8–30 zum Bauensemble Karl-Marx-Allee Nord und stehen ebenfalls unter Denkmalschutz. Im Bereich Auerstraße, Weidenweg und Löwestraße liegt das Auerdreieck, eine öffentliche Grünanlage (unteres Bild). | Auerdreieck, links Häuser der Löwestraße |
| Bahrfeldtstraße (Lage)              | 0320                                    | Albert Bahrfeldt (1846–1918), Unternehmer und Kommunalpolitiker | 1912                              | Die Straße, im 19. Jahrhundert als Straße 2a im Bebauungsplan angelegt, verläuft von der Krachtstraße bis zur Palmkernzeile auf der Stralauer Halbinsel. | Bahrfeldtstraße |
| Bänschstraße (Lage)                 | 0960                                    | Willi Bänsch (1908–1944), Widerstandskämpfer gegen den Nationalsozialismus | 31. Mai 1951                      | Bis 1951 hieß sie nach dem preußischen Offizier Ernst von Mirbach Mirbachstraße. Die Bänschstraße verbindet die Liebig- mit der Pettenkoferstraße in ost-westlicher Richtung. Zahlreiche Wohnhäuser und die hier auf der Mittelinsel befindliche Samariterkirche stehen unter Denkmalschutz. Am Haus Nummer 50 befindet sich eine Gedenktafel für den Widerstandskämpfer Artur Ogrowsky. | Bänschstraße |
| Barnimstraße (Lage)                 | 0300                                    | Barnim, Hochfläche in Brandenburg nordöstlich von Berlin | 15. Aug. 1845                     | Der nach dem Eigentümer als Sametzkistraße beantragte Name wurde nicht genehmigt, da der Besitzer die Abgaben für das bestimmte Gebiet nicht an den Straßenfiskus bezahlte. An das frühere Frauengefängnis Barnimstraße erinnert eine Gedenktafel. Die Straße verläuft von der Otto-Braun- bis zur Büschingstraße. | Straße, westwärts · Gedenktafel Frauengefängnis |
| Bersarinplatz (Lage)                | 0160 × 140 (ovale Form)                 | Nikolai Bersarin (1904–1945), sowjetischer Generaloberst, 1945 erster sowjetischer Stadtkommandant von Berlin | 31. Juli 1947                     | Der Stadtplatz ist zwischen 1862 und 1882 gemäß dem Hobrecht-Plan entstanden. 1895 bekam er den Namen Baltenplatz und wurde 1947 in Bersarinplatz umbenannt. Dieser Name wurde nach Diskussionen in den 1990er Jahren über die Rolle Bersarins für Berlins Geschichte beibehalten. Thaerstraße, Rigaer Straße und Weidenweg sind vom Platz abgehende Straßen, die Petersburger Straße wird von ihm geteilt. | Bersarinplatz |
| Blumenstraße (Lage)                 | 0210                                    | Gärten von Jean David Bouché (1747–1819), ursprünglicher Besitzer des Gebietes der Straße und der Gärten | 18. Aug. 1816                     | Die in einem Plan von 1723 als Lehmgasse ausgewiesene Straße erhielt 1816 ihren Namen. Sie verbindet die Andreas- mit der Krautstraße. Nach der Beseitigung von im Zweiten Weltkrieg zerstörten Gebäuden in dieser Straße wurde sie entsprechend verkürzt. | Blumenstraße |
| Böcklinstraße (Lage)                | 0130                                    | Arnold Böcklin (1827–1901), Schweizer Maler | vor 1901                          | Die Straße ist eine von der Wühlischstraße ausgehende, in südliche Richtung verlaufende Verbindung zur Sonntagstraße. Die ehemalige Max-Kreuziger-Schule (Nummer 1 und 5) sowie die Dreifaltigkeitskirche (Nummern 7/8) stehen unter Denkmalschutz. | |
| Bödikerstraße (Lage)                | 0410                                    | Tonio Bödiker (1843–1907), erster Präsident des Reichsversicherungsamtes | 2. Dez. 1897                      | Gemäß Bebauungsplan hieß der Verkehrsweg zuerst Straße 42, 1904 wurde die Straße 42a mit einbezogen. Die Bödikerstraße verläuft von der Stralauer Allee ausgehend in nördliche Richtung bis zur Laskerstraße. | Bödikerstraße |
| Bootsbauerstraße (Lage)             | 0100 + 100                              | Bootsbauer, im 19. Jahrhundert in Stralau verbreitetes Handwerk | 1997                              | Vor 1997 gab es keine amtliche Benennung, da es sich um eine Privatstraße handelte. Sie besteht aus zwei parallel verlaufenden Fahrstreifen mit einer breiten grünen Mittelpromenade. Von der Bahrfeldtstraße abgehend verlängert diese Straße über den Fischzug. | Bootsbauerstraße |
| Bossestraße (Lage)                  | 0240                                    | Robert Bosse (1832–1901), preußischer Politiker | 11. Juni 1902                     | Die Straße, gemäß Bebauungsplan als Straße 43 angelegt, verbindet die Stralauer Allee mit der Persiusstraße. | Bossestraße |
| Boxhagener Platz (Lage)             | 0140 × 90                               | Boxhagen, ehemalige Kolonie, später Teil der Landgemeinde Boxhagen-Rummelsburg, in der der Platz lag. | 1900                              | Gemäß Bebauungsplan hieß er zunächst Platz D. Der Platz wird von der Grünberger, Krossener, Gärtner- und Gabriel-Max-Straße umgeben. | Boxhagener Platz |
| Boxhagener Straße (Lage)            | 1600                                    | Boxhagen, ehemalige Kolonie, später Teil der Landgemeinde Boxhagen-Rummelsburg, zu der die Straße führte. | vor 1868                          | Die Boxhagener Straße führte ursprünglich von der Frankfurter Allee südostwärts über die Warschauer Straße zur Kolonie Boxhagen. Außerhalb Berlins führte sie als Boxhagener Chaussee bzw. Alt-Boxhagen bis zum Bahnhof Stralau-Rummelsburg. Durch die Neubebauung der Frankfurter Allee nach dem Zweiten Weltkrieg (zwischen 1949/50 und 1961 Stalinallee) fiel das westliche Teilstück weg. Am Haus Nummer 51 befindet sich eine Gedenktafel für den Widerstandskämpfer Alfred Kowalke. Die Wohn- und Gewerbebauten Nummer 70–72, 73, 76–78, 95–97 und 111 sind gelistete Baudenkmale. Die Verheißungskirche, die ehemalige Friedhofskapelle der Parochialgemeinde (Nummer 100), wurde 1879 nach Plänen von Gustav Knoblauch auf dem Friedhof errichtet und diente von 1949 bis 1996 als Kirche. Sie steht unter Denkmalschutz. Seit 2007 wird sie auch als Theater genutzt. An der Straße (Nr. 79–82) befindet sich das Areal Block 74 mit dem Wohnquartier Box Seven. | |
| Büschingstraße (Lage)               | 0360                                    | Anton Friedrich Büsching (1724–1793), Geograf | 30. Juli 1833                     | Die Straße verläuft von der Mollstraße bis zur Friedenstraße. Von 1878 bis 1898 betrieb der Berliner Asylverein für Obdachlose in der Nr. 4 eine Unterkunft für männliche Obdachlose. Die Heilsarmee eröffnete 1911 hier ihr erstes Männerheim. | |
| Caroline-Herschel-Platz (Lage)      | 0030 × 30 × 20                          | Caroline Herschel (1750–1848), Astronomin | 1. Dez. 2007                      | Der Platz liegt an der Straßengabelung Boxhagener/Wühlischstraße. Bis 2007 war er namenlos. Seit 2006 befindet sich hier die Skulptur Sternenwächter der Künstlerin Christine Gersch. | Platz: rechte Bildseite |
| Caroline-Tübbecke-Ufer (Lage)       | 0900                                    | Caroline Tübbecke (1827–1896), Wirtin einer ehemaligen beliebten Ausflugsgaststätte | 6. Nov. 2009                      | Der Weg verläuft auf der Halbinsel Stralau am Ufer der Spree von der Parkwegbrücke bis zum Wendenpark. | Caroline-Tübbecke-Ufer |
| Colbestraße (Lage)                  | 0360                                    | Der Name lässt sich bisher nicht belegen. | 31. Mai 1951                      | Der erste Name von 1874 war Friedrich-Karl-Straße nach Friedrich Karl von Preußen. Die Colbestraße erhielt ihren neuen Namen nach einem entsprechenden Magistratsbeschluss, wonach Straßennamen nach Adligen oder preußischen Herrschern nicht mehr zuließ. Sie verläuft, südlich von der Frankfurter Allee abgehend, bis zur Boxhagener Straße. Am Haus Nummer 10 befindet sich eine Gedenktafel für den Widerstandskämpfer Maximilian Kubitzek. Die Häuser Nummer 20–24 stehen unter Denkmalschutz. | Colbestraße |
| Comeniusplatz (Lage)                | 0125 / 100 / 0140 / 35 (Trapezform)     | Johann Amos Comenius (1592–1670), mährischer Pädagoge | 13. Apr. 1904                     | Er wurde laut Bebauungsplan zunächst als Platz B bezeichnet. Der Stadtplatz wird begrenzt von der Straße Am Comeniusplatz, der Gubener Straße, Torrellstraße und der Marchlewskistraße. Am Rande des Platzes steht eine Büste zu Ehren des Namensgebers. | Park von Am Comeniusplatz aus gesehen |
| Corinthstraße (Lage)                | 0725                                    | Lovis Corinth (1858–1925), Maler | 31. Mai 1951                      | Ab circa 1860 waren es die Straßen 40 und 40a, am 23. August 1902 erhielt der Verkehrsweg den Namen Goßlerstraße nach dem preußischen Politiker Gustav von Gossler. Die Straße verläuft in ost-westlicher Richtung von der Modersohnstraße bis zum Markgrafendamm. Unter der Nummer 1–5 befinden sich die denkmalgeschützten Gebäude der Emanuel-Lasker-Schule, 1913 als Gemeindedoppelschule eröffnet. | Corinthstraße · Der Schulkomplex an der Ecke Modersohnstraße                                                                                       |
| Danneckerstraße (Lage)              | 0390                                    | Johann Heinrich von Dannecker (1758–1841), Bildhauer | 24. Mai 1951                      | Der Name zwischen 1896 und 1951 war Caprivistraße, benannt nach dem Reichskanzler Leo von Caprivi. Sie beginnt an der Rudolfstraße, streift den Rudolfplatz und endet an der Stralauer Allee. Auf den Grundstücken 2 und 4 steht die Zwinglikirche. | Danneckerstraße |
| Diestelmeyerstraße (Lage)           | 0270                                    | Lampert Distelmeyer (1522–1588), Kanzler der Mark Brandenburg | 17. März 1891                     | Die Straße wurde im Bebauungsplan als Straße 42a bezeichnet. Sie beginnt an der Friedenstraße als Fußweg, wird nach etwa 200 Metern zur Fahrstraße und endet an der Matthiasstraße. | |
| Dirschauer Straße (Lage)            | 0200                                    | Dirschau, Stadt in Westpreußen, seit 1920 Tczew | 28. Juni 1907                     | Die Dirschauer Straße, im ersten Bebauungsplan Straße 17, Abt. XIV, verbindet die Simplonstraße (Norden) mit der Revaler Straße (Süden). | Dirschauer Straße |
| Dolziger Straße (Lage)              | 0540                                    | Dolzig, Dorf und Gut in Ostbrandenburg, das seit 1945 Lubsko zugehört, zur Zeit der Benennung als Geburtsort der Kaiserin Auguste Viktoria relevant                                                                    | 4. Apr. 1895                      | Die Dolziger Straße, im Bebauungsplan als Straße 69a bezeichnet, verläuft in ost-westlicher Richtung von der Eldenaer Straße/Proskauer Straße bis zur Pettenkoferstraße. Die Mietshäuser Nummer 8–13 aus dem beginnenden 20. Jahrhundert stehen unter Denkmalschutz. | |
| Dora-Benjamin-Park (Lage)           | 0450                                    | Dora Benjamin (1901–1946), Sozialwissenschaftlerin, Verfolgte des NS-Regimes | 6. Feb. 2009                      | Die Straße im Nordwesten der Halbinsel Stralau zweigt in drei Seitenarmen von der Straße Alt-Stralau ab. | Dora-Benjamin-Park |
| Döringstraße (Lage)                 | 0105                                    | Theodor Döring (1803–1878), Schauspieler | 19. Dez. 1912                     | Die Döringstraße wurde im ersten Bebauungsplan als Straße 22, Abt. XIV bezeichnet. Sie ist eine kleine Verbindungsstraße zwischen Simplonstraße (Norden) und Revaler Straße (Süden). | Döringstraße |
| Dossestraße (Lage)                  | 0260                                    | Dosse, Nebenfluss der Havel | 1905                              | Die Straße wurde erst zu Beginn des 20. Jahrhunderts in der ehemaligen „Colonie Friedrichsberg“ angelegt. Sie geht westwärts von der Gürtelstraße ab und führt nach einem Knick südwärts bis zur Oderstraße. | Dossestraße |
| Ebelingstraße (Lage)                | 0200                                    | Emil Ebeling (1801–1883), Bankier und Kommunalpolitiker | 12. Feb. 1898                     | Ihr erster Name gemäß Bebauungsplan war Straße 43a. Die Ebelingstraße ist eine von der Petersburger Straße abgehende Einbahnstraße, die an der Ebertystraße endet. Am Haus Nummer 5 befindet sich eine Gedenktafel für den Widerstandskämpfer Alfred Fuchs. Die Gebäude Nummer 12–14a der Wohnanlage Weisbachgruppe stehen unter Denkmalschutz. | |
| Ebertystraße (Lage)                 | 0680                                    | Eduard Eberty (1840–1894), Kommunalpolitiker | 8. Jan. 1901                      | Der erste Name gemäß Bebauungsplan war Straße 48, Abt. XIII. Von der Landsberger Allee abgehend, endet die Straße an der Straßengabelung Thaer-, Eldenaer- und Mühsamstraße. Am Haus Nummer 48 befindet sich eine Gedenktafel für den Widerstandskämpfer Emil Burchardt. Die Gebäude Nummer 11/12 der Wohnanlage Weisbachgruppe stehen unter Denkmalschutz. | Blick in die Ebertystraße von der Landsberger Allee aus                                                                                            |
| Eckertstraße (Lage)                 | 0220                                    | Heinrich Eckert (1819–1875), Unternehmer, der auf dem an Lichtenberg angrenzenden Flurstück Fabriken betrieb | 4. Aug. 1897                      | Die Eckertstraße, zuerst Straße 41a, Abt. XIII/2, des Bebauungsplans, ist eine Verbindungsstraße zwischen dem Weidenweg und der Mühsamstraße. Am Weidenweg führt sie durch das dort vorhandene Wohngebäude. Die auf dem Grundstück Nummer 16 befindliche Heinrich-Ferdinand-Eckert-Oberschule wurde 1907/08 nach Plänen von Ludwig Hoffmann als Gemeinde-Doppelschule erbaut und steht unter Denkmalschutz. Erwähnenswert ist ein Wohnungsneubau auf dem Grundstück Eckertstraße 1/2, das lange Zeit als unbebaubar galt. In den 2010er Jahren entstand hier aber ein Wohnhaus mit 13 Wohneinheiten nach Plänen des Büros Orange Architekten, das der BDA im Jahr 2018 bei einem Wettbewerb um die besten Entwürfe mit dem Dritten Preis auszeichnete. Als beispielhaft gilt vor allem die Kreativität bei der Gestaltung: ein offenes Treppenhaus und ein Loggiengang dienen als Treff für die Bewohner, breite Balkone und Dachterrassen wurden realisiert. | |
| Ede-und-Unku-Weg (Lage)             | 0070                                    | Ede und Unku, Titelfiguren eines Jugendbuches von Alex Wedding | 27. Jan. 2011                     | Der bereits in den 1980er Jahren vorhandene Weg wurde erst 2011 benannt. Er verbindet die Dossestraße mit der Scharnweberstraße beziehungsweise zwei Kitas. | Einmündung des Ede-und-Unku-Weges in die Scharnweberstraße                                                                                         |
| Edith-Kiss-Straße (Lage)            | 0150                                    | Edith Bán-Kiss (1905–1966), ungarische Bildhauerin und Malerin | 13. Feb. 2014                     | Die Straße auf dem ehemaligen Güterbahnhofgelände wurde zunächst unter der Bezeichnung Planstraße D angelegt. Da sie an der neuen bundesweiten Vertriebszentrale von Mercedes-Benz vorbeiführt, schlug das Unternehmen die Namen Bertha Benz oder Mercédès Jellinek vor. Auf Vorschlag der Piratenfraktion Friedrichshain-Kreuzberg in der Gedenktafelkommission empfahl der Kulturausschuss, die Straße nach Edith Bán-Kiss zu benennen. Dieser Empfehlung folgte am 19. Dezember 2012 die BVV bei Enthaltung der CDU. Die offizielle Benennung erfolgte am 13. Februar 2014. Das Bild zeigt im Vordergrund das Mercedes-Haus, gebaut mit schwarzen Kunststeinplatten, Stahl und Glas. | Blick in die Edith-Kiss-Straße von der Mühlenstraße aus                                                                                            |
| Ehrenbergstraße (Lage)              | 0370                                    | Christian Gottfried Ehrenberg (1795–1876), Mikrobiologe | 28. Nov. 1900                     | Laut Bebauungsplan hieß sie zuerst Straße 46a. Von der Stralauer Allee abgehend verläuft die Straße über die Rotherstraße bis zur Rudolfstraße. Die alten Industriebauten der Firma Narva/Osram mit den Nummern 11–14 und 17–23 stehen unter Denkmalschutz. | Ehrenbergstraße |
| Eldenaer Straße (Lage)              | 1170                                    | Eldena, Ortsteil der Stadt Greifswald in Mecklenburg-Vorpommern | 29. Aug. 1881                     | Laut Bebauungsplan hieß sie zuerst Straße 68. An der Gabelung Thaer-, Eberty- und Mühsamstraße beginnend verläuft sie bis zur Bezirksgrenze Lichtenberg. Ein stumpfwinkliger Knick entsteht an der Proskauer/(August-Lindemann-Straße) nach Ostnordost, während die Dolziger Straße den direkten Straßenlauf fortsetzt. Der Bezirk Lichtenberg beginnt am Ostrand des Bahngrabens, so bildet die Eldenaer Straßenbrücke über die S-Bahnstrecke und die Fernbahngleise (zwischen denen eine Rampe unter der Brücke liegt) das Ostende der Straße, bevor der Straßenzug sich in der Scheffelstraße fortsetzt. Im Berliner Straßenverzeichnis ist auch der Name Scheffelstraßenbrücke aufgeführt, ohne dass sich diese Bezeichnung in der Karte Berlin 1:5000 wiederfindet. Die Grundstücke 2–32 (fortlaufend) und das Straßenland gehören zu Friedrichshain, die Nordseite in gesamter Länge mit den Grundstücken 33–65 (fortlaufend) gehört zum Ortsteil Prenzlauer Berg. Dieser Verlauf der Ortsteilgrenze setzt sich am Nordrand (Grundstück 33 ist unbebaut) der Brücke bis an die Bezirksgrenze zu Lichtenberg fort. | Eldeanaer Straße Ecke Pettenkoferstraße |
| Erich-Steinfurth-Straße (Lage)      | 0250                                    | Erich Steinfurth (1896–1934), Widerstandskämpfer gegen den Nationalsozialismus | 27. Juli 1962                     | Der Name zwischen 1882 und 1962 war Madaistraße, nach dem Kommunalpolitiker und Polizeipräsidenten von Berlin Guido von Madai. Die Straße verbindet die Koppenstraße mit der Straße der Pariser Kommune. Am Ende des Zweiten Weltkriegs waren auf ihrer nordöstlichen Seite nur drei Vorderhäuser erhalten, die noch zu Wohnzwecken genutzt werden. Sie verläuft direkt nordöstlich parallel zum Gebäude des Ostbahnhofs. Sie ist als „Antik Trödelmarkt“ bekannt oder als „Bahnhofsmission“ und eher eine Fußgängerzone. 1962 erhielten das Klubhaus der Eisenbahner am Berliner Ostbahnhof und die direkt am Ostbahnhof gelegene Madaistraße den Namen Erich Steinfurths. | Erich-Steinfurth-Straße, 1931 · Erich-Steinfurth-Straße                                                                                            |
| Ernst-Zinna-Weg (Lage)              | 0210                                    | Ernst Zinna (1830–1848), Kämpfer in der Märzrevolution 1848 | 1. Dez. 2011                      | Der Weg führt am Friedhof der Märzgefallenen vorbei ein Stück in den Volkspark Friedrichshain hinein; nur dieser Parkweg wurde am 18. März 2000 zunächst als Ernst-Zinna-Weg bezeichnet. Der öffentliche Verkehrsweg von der Landsberger Allee bis zur Toreinfahrt zum Klinikum im Friedrichshain erhielt seinen offiziellen Namen erst im Dezember 2011. | |
| Finowstraße (Lage)                  | 0500                                    | Finow, Nebenfluss der Oder | 13. Sep. 1905                     | Zuerst hieß sie laut Bebauungsplan Straße 35b. Die Finowstraße verläuft von der Frankfurter Allee bis zur Weserstraße. Die Häuser Nummer 1–4 stehen unter Denkmalschutz. | Finowstraße |
| Fischzug (Lage)                     | 0410                                    | Stralauer Fischzug, historisches Volksfest auf der Halbinsel Stralau | 12. März 1999                     | Die Straße verbindet die Glasbläserallee mit der Palmkernzeile und liegt auf der Halbinsel Stralau. | Fischzug |
| Forckenbeckplatz (Lage)             | 0250 × 110                              | Max von Forckenbeck (1821–1892), Berliner Oberbürgermeister | 4. Apr. 1895                      | Zuerst wurde der Stadtplatz laut Bebauungsplan als Platz R bezeichnet. Der viereckige Platz wird von Eldenaer, Proskauer, Bänsch- und Liebigstraße begrenzt. | Forckenbeckplatz |
| Frankfurter Allee (Lage)            | 1440 (im Ortsteil)                      | Frankfurt (Oder), Stadt in Brandenburg | 20. Sep. 1872                     | Sie hieß von 1800 bis 1872 Frankfurter Chaussee; dann erstmals Frankfurter Allee; 1949/1950 bis 1961 Stalinallee. Die Allee ist Teilstück der Ein- und Ausfallstraße aus dem Berliner Zentrum nach Osten (B 1/B 5). Sie beginnt am Frankfurter Tor (Westen) und reicht bis zur Kreuzung Rosenfelder Straße (Osten). Sie überschreitet die Bezirksgrenze zu Lichtenberg an der Ringbahn- und Eisenbahnbrücke am S- und U-Bahnhof Frankfurter Allee. | Frankfurter Allee |
| Frankfurter Tor (Lage)              | 0170 × 120                              | Frankfurter Tor der Berliner Zollmauer, das sich rund 800 Meter weiter westlich befand | 8. Nov. 1957                      | Der Platz Frankfurter Tor liegt an der Kreuzung Petersburger Straße–Warschauer Straße/Karl-Marx-Allee–Frankfurter Allee und bildet dort eine rechteckige Fläche. Das historische namensgebende Tor befand sich an der Friedenstraße (100 m östlich der Kreuzung Straße der Pariser Kommune / Karl-Marx-Allee) zur verlängerten Marchlewskistraße. Bei der Neubebauung der Allee in den späten 1950er Jahren wurden zwei Eckgebäude torähnlich gestaltet. Die gesamte Bebauung (Hausnummern 1–9) steht unter Denkmalschutz. | Frankfurter Tor |
| Franz-Mehring-Platz (Lage)          | 0340 × 50 + 0130 × 40                   | Franz Mehring (1846–1919), Historiker | 3. März 1972                      | Der erste Name des damals runden Stadtplatzes war von 1867 bis 1972 Küstriner Platz nach der Stadt Küstrin, seit 1945 Kostrzyn nad Odrą in Polen. Der Platz wurde nach vollständiger Zerstörung im Zweiten Weltkrieg neu angelegt und besteht aus einem rechteckigen Areal (westlich der Straße der Pariser Kommune) und einem prismatischen Areal (östlich der Straße der Pariser Kommune), an dem das Gebäude der Druckerei und Tageszeitung Neues Deutschland steht. | Franz-Mehring-Platz · Franz-Mehring-Platz |
| Fredersdorfer Straße (Lage)         | 0250                                    | Fredersdorf, Ortsteil der Gemeinde Fredersdorf-Vogelsdorf in Brandenburg | 20. März 1964 mit Unterbrechung   | Der Verkehrsweg entstand aus der Straße 2 und Straße 8, Abt. XIV des Bebauungsplans. Von 1873 bis 1964 hieß er Königsberger Straße nach der ostpreußischen Stadt Königsberg (nach dem Zweiten Weltkrieg als Kaliningrad in Russland). Die Straße wurde schrittweise verkürzt. Der verbliebene Rest erhielt 1964 ihren Namen. Von 1989 bis 1991 hieß sie Timbaudstraße nach dem französischen Widerstandskämpfer Jean-Pierre Timbaud. Die Fredersdorfer Straße verbindet die Marchlewski- und die Rüdersdorfer Straße. Die Wohnbauten mit den Nummern 13–15 und 25–27 stehen zusammen mit Gebäuden in benachbarten Straßen unter Denkmalschutz. | |
| Freia-Eisner-Straße (Lage)          | 0150                                    | Freia Eisner (1907–1989), Mitglied der Friedens- und Frauenbewegung, Tochter von Kurt Eisner | 15. Juli 2024                     | Die Straße (ehemals Planstraße C) verläuft zwischen Mühlen- und Valeska-Gert-Straße. | |
| Friedenstraße (Lage)                | 1040                                    | Friede von Frankfurt 1871 | 1892                              | Die Straße ist ein historisches Teilstück der Berliner Akzisemauer und hieß zuerst Communication. Sie verläuft in Nordwest-Südost-Richtung zwischen der Straße Am Friedrichshain und dem Weidenweg und setzt sich als Straße der Pariser Kommune fort. Sie führt vorbei am Volkspark Friedrichshain und über den Platz der Vereinten Nationen. Am Haus Nummer 3 befinden sich Gedenktafeln für den Rabbiner Felix Singermann und eine dort früher vorhandene Synagoge. Entlang dieser Straße gibt es mehrere Baudenkmale wie die Bartholomäuskirche, den Märchenbrunnen im Volkspark Friedrichshain und die Auferstehungskirche. | Friedenstraße |
| Friedrich-Junge-Straße (Lage)       | 0370                                    | Friedrich Junge (1786–1858), Kaufmann und Kommunalpolitiker | 1904                              | Sie hieß nach Bebauungsplan zuerst Straße 5 und liegt auf der Halbinsel Stralau. Die Straße verläuft von Alt-Stralau (Süden) bis Fischzug (Norden). | Friedrich-Junge-Straße |
| Friedrichsberger Straße (Lage)      | 0240 + 90                               | Friedrichsberg, historisches Stadtviertel im Osten von Friedrichshain | 30. Dez. 1878                     | Zuerst wurde die Straße laut Bebauungsplan als Straße 5 bezeichnet. Sie verbindet die Friedenstraße mit der Palisadenstraße und setzt sich nach einem leichten Knick als Lebuser Straße fort. | Friedrichsberger Straße |
| Fritz-Schiff-Weg (Lage)             | 0140                                    | Fritz Schiff (1889–1940), Mediziner, Verfolgter des Nationalsozialismus | 1. Okt. 2000                      | Der Weg setzt die Richard-Sorge-Straße südlich des Weidenwegs fort. Zwischen ihm und der Ludwig-Pick-Straße steht das frühere Kino Kosmos. | |
| Fürstenwalder Straße (Lage)         | 0220                                    | Fürstenwalde, Stadt in Brandenburg | 8. Feb. 1884                      | Zuerst trug die Privatstraße den Namen Heinelshof, weil sie der Zimmermeister A. Heinel auf seinem Grundstück anlegen ließ. Nachdem der Magistrat 1873 das Straßenland erworben hatte, wurde sie eine öffentliche Straße und erhielt 1884 den noch gültigen Namen. Die Fürstenwalder Straße verbindet die Palisadenstraße mit der Neuen Weberstraße und durch einen Tordurchgang für Fußgänger auch mit der Karl-Marx-Allee. | Fürstenwalder Straße |
| Gabriel-Max-Straße (Lage)           | 0390                                    | Gabriel von Max (1840–1915), Maler | um 1901                           | Zuerst wurde die Straße laut Bebauungsplan als Straße 14a bezeichnet. Nach der Namensgebung verwendete man zunächst die Schreibweise Gabriel Maxstraße (Berliner Adressbuch von 1905). Sie verbindet die Boxhagener Straße im Norden mit der Simplonstraße im Süden, dabei tangiert sie den Boxhagener Platz. Die Mietshäuser Nummer 3 und 20 stehen unter Denkmalschutz. | Gabriel-Max-Straße |
| Gärtnerstraße (Lage)                | 0470                                    | Angestellte in den damaligen Gärtnereien in Boxhagen | vor 1882                          | Der erste Name war laut Bebauungsplan Straße 19. Die Gärtnerstraße verläuft von der Boxhagener Straße bis zur Simplonstraße und wechselt dort ihren Namen in Modersohnstraße. Von der Boxhagener bis zur Wühlischstraße ist sie eine Einbahnstraße. | Gärtnerstraße |
| Georgenkirchstraße (Lage)           | 0350                                    | Georgenkirche | 3. Feb. 1862                      | Vor 1748 bis um 1786 trug der Verkehrsweg den Namen Kirch-Gasse, bis vor 1799 Große Kirch-Gasse und Am Georgen-Kirchhof. Anschließend hieß er Große Georgen-Kirchgasse, ein Teil auch Kleine Georgen-Kirchgasse. Im Berliner Adressbuch des Jahres 1822 ist folgende Beschreibung zu finden: [Die Straße Am Georgen-Kirchhof] „liegt im Königsviertel, bei der Georgenkirche (No. 1 an der Kirche), hat 35 Häuser, ist 135 Schritt lang und gehört von No. 1–12 zum 19. Pol. Rev. … Von No. 13–45 zum 4ten Polizei-Revier.“ Die Große Georgen-Kirchgasse führte von der Gollnowsgasse zur Kleinen Georgen-Kirchgasse mit 48 Häusern auf einer Länge von 525 Schritt, die Kleine Georgen-Kirchgasse von der Landsberger Straße zum Georgenkirchhof mit 12 Häusern und einer Länge von 130 Schritt. Die 1862 vorgenommene Namensgebung als Georgenkirchstraße fasste wahrscheinlich beide vorherigen Gassen zusammen. Im Jahr 1901 verlief die Hausnummernzählung von der Friedenstraße bis zum Georgenkirchplatz und zurück mit insgesamt 70 Parzellen. Im Haus Nummer 1a war eine Diakonissen-Krankenpflegestation angegeben, im Haus Nummer 2 befanden sich die 139. und 161. Gemeindeschule sowie die 1. Städtische Fortbildungsschule für Mädchen und das Standesamt Nr. 8. Das Haus Nr. 11 beherbergte die 6. Berliner Gemeindeschule. In den 1960er Jahren wurden einige Gebäude entlang der Straße neu errichtet und der Straßenverlauf ein wenig korrigiert. Die 1901 an der Georgenkirchstraße 69/70 angegebene ,Berliner Missionsgesellschaft‘ wurde zum Evangelischen Missionshaus. Dieser Gebäudekomplex und ein Verwaltungsbau (Hausnummer 2) aus den 1950er Jahren (auf dem Bild rechts) stehen inzwischen unter Denkmalschutz. | |
| Glasbläserallee (Lage)              | 0310                                    | Glasbläser der Stralauer Glashütte | 1. Feb. 2001                      | Die 2001 angelegte Straße geht von Alt-Stralau nordostwärts ab und führt über die Straße Fischzug bis zum Ufer des Rummelsburger Sees. Außer den Überresten des ehemaligen Glaswerks befindet sich auf der westlichen Seite keine weitere Bebauung. | Flaschenturm an der Glasbläserallee |
| Glatzer Straße (Lage)               | 0100                                    | Glatz, Stadt in Niederschlesien, seit 1945: Kłodzko | 1907                              | Die Glatzer Straße ist eine kleine Verbindungsstraße zwischen Boxhagener und Weserstraße. Am Haus Nummer 6 befindet sich eine Gedenktafel für den Widerstandskämpfer Werner Seelenbinder. | Glatzer Straße |
| Graudenzer Straße (Lage)            | 0210                                    | Graudenz, Stadt in Westpreußen, seit 1920: Grudziądz | 2. Apr. 1891                      | Zuerst wurde sie laut Bebauungsplan als Straße 7b bezeichnet. Die Straße verbindet die Gubener mit der Lasdehner Straße. Die Wohnanlage Wohnzelle Friedrichshain steht unter Denkmalschutz. | Wohnblock in der Graudenzer Straße · Graudenzer Straße                                                                                             |
| Grünberger Straße (Lage)            | 1080                                    | Grünberg, Stadt in Niederschlesien, seit 1945: Zielona Góra | 11. Okt. 1936                     | Laut Bebauungsplan hieß sie zuerst Straße 9. Zwischen dem 30. April 1899 und dem 10. Oktober 1936 hieß sie Romintener Straße. An der Gubener Straße beginnend, über die Warschauer Straße gehend, endet sie an der Boxhagener Straße und dem dortigen Wismarplatz. An der Ecke Kadiner Straße stand bis zu ihrer Zerstörung im Zweiten Weltkrieg die Lazaruskirche. Sie wurde 1949 enttrümmert und am 10. September 1949 gesprengt. Die erste Lazaruskirche, ein 1892 errichteter Fachwerkbau, wurde 1905 abgetragen und für die Hoffnungstaler Stiftung Lobetal wieder errichtet. Dort steht sie seitdem. An den Häusern Nummer 63 und 85 befinden sich Gedenktafeln für die Widerstandskämpfer Georg Klinger und Werner Schaumann. Die Gebäude Nummer 1–11 und 44–54 sind gelistete Baudenkmale. | Grünberger Straße |
| Gryphiusstraße (Lage)               | 0390                                    | Andreas Gryphius (1616–1664), Dichter und Dramatiker | 1903                              | Zuerst wurde die Straße laut Bebauungsplan als Straße 29 bezeichnet. Von der Weserstraße in südliche Richtung abgehend, endet sie an der Simplonstraße. Die zur Beamtenwohnsiedlung Helenenhof gehörenden Bauten mit den Nummern 1–8 stehen zusammen mit Häusern in benachbarten Straßen unter Denkmalschutz. | Gryphiusstraße |
| Gubener Straße (Lage)               | 0860                                    | Guben, Stadt in Brandenburg | 5. März 1874                      | Zuerst wurde sie laut Bebauungsplan Straße 6 genannt. Die Verlängerung trug die Bezeichnung Straße 6a, die 1900 dem zuerst benannten Abschnitt hinzugefügt wurde (Schreibweise: Gubenerstraße). Im Jahr 1964 kam noch ein Teil der alten Königsberger Straße dazu. Die Straße verläuft von der Hildegard-Jadamowitz-Straße bis zur Warschauer Straße. Am Haus Nummer 5 befindet sich eine Gedenktafel für das Mitglied des KJVD Herbert Neumann. Mehrere Mietshäuser sind Baudenkmale. | Gubener Straße, 1903 · Gubener Straße 2010 |
| Gürtelstraße (Lage)                 | 0680                                    | der 1874 geplante Ausbau der Straße als Teil einer Ringstraße („Gürtel“) um das Berliner Stadtzentrum | um 1876                           | Anfangs trug der Verkehrsweg im Bebauungsplan die Bezeichnung Straße 37. Die Straße verläuft von der Kreuzung Frankfurter Allee/Möllendorffstraße in südliche Richtung bis zur Weserstraße und wechselt dort ihren Namen in Neue Bahnhofstraße. Am Haus Nummer 20–24 befindet sich eine Gedenktafel für den Widerstandskämpfer Kurt Ritter. Im Rahmen eines bundesweiten Pilotversuchs des Bundesverkehrsministeriums, wurde im April 2019 in neun Städten, darunter an fünf Kreuzungen in Berlin, die Regelung Rechts abbiegen für Radfahrer frei eingeführt. Die Frankfurter Allee Ecke Gürtelstraße ist eine dieser Kreuzungen. Dort wurde das freie Rechtsabbiegen von der Frankfurter Allee in die Gürtelstraße zugelassen. | Bahnbrücke über die Gürtelstraße |
| Haasestraße (Lage)                  | 0120                                    | Friedrich Haase (1825–1911), Schauspieler und Theaterdirektor | 19. Dez. 1912                     | Sie erhielt im Bebauungsplan zuerst den Namen Straße 21. Die Haasestraße verbindet die Simplon- (Norden) mit der Revaler Straße (Süden). | Haasestraße |
| Hausburgstraße (Lage)               | 0600 (Ostseite)                         | Otto Hausburg (1831–1920), Verwaltungsdirektor des Zentralvieh- und Schlachthofs | 11. Juni 1902                     | Zuerst hieß sie laut Bebauungsplan Straße 48b. An der Landsberger Allee beginnend, endet sie in südliche Richtung verlaufend an der Thaerstraße. Die Ostseite der Straße liegt im Ortsteil Prenzlauer Berg und bildet die Grenze zum Entwicklungsgebiet Alter Schlachthof. Die ehemalige 243. und 267. Gemeindeschule (Haus Nummer 20) steht unter Denkmalschutz. | Hausburgstraße, von Süden |
| Hedwig-Wachenheim-Straße (Lage)     | 0340                                    | Hedwig Wachenheim (1891–1969), Sozialpolitikerin und Historikerin | 16. Nov. 2006                     | Die Straße entstand 2006 im Bereich um die Uber Arena (damals O2 World). | Hedwig-Wachenheim-Straße |
| Heidenfeldtstraße (Lage)            | 0200                                    | Theodor Heidenfeld (1834–1884), Jurist und Rechtsanwalt beim Landgericht Berlin | 12. Feb. 1898                     | Im Bebauungsplan hieß sie Straße 42a, Abt. XIII/2. Sie geht südostwärts von der Ebertystraße ab, ist nach Umbauarbeiten im 21. Jahrhundert jedoch eine Sackgasse. Zu Fuß ist sie mit der Petersburger Straße verbunden. Am Haus Nummer 3 befindet sich eine Gedenktafel für den Widerstandskämpfer Erich Prenzlau. Einige Gebäude auf der Südostseite bilden zusammen mit der Bebauung benachbarter Straßen einen Baudenkmalskomplex. | |
| Helenenhof (Lage)                   | 0130                                    | Helene von Budde, Frau von Hermann von Budde | um 1906                           | Die Straße wurde 1905/1906 für die Wohnanlage Helenenhof des Beamtenwohnungsvereins angelegt. Ihre Bebauung steht mit anderen Häusern in benachbarten Straßen unter Denkmalschutz. Am Haus Nummer 1 befindet sich eine Gedenktafel für den Widerstandskämpfer Kurt Machler. | Helenenhof |
| Helen-Ernst-Straße (Lage)           | 0630                                    | Helen Ernst (1904–1948), Zeichnerin und Widerstandskämpferin gegen den Nationalsozialismus | 16. Nov. 2006                     | Sie wurde nach der Fertigstellung der Uber Arena (damals O2 World) zur verkehrsmäßigen Erschließung auf dem Gelände der Anschutz Entertainment Group 2006 angelegt. | Helen-Ernst-Straße |
| Helmerdingstraße (Lage)             | 0080                                    | Karl Helmerding (1822–1899), Berliner Volksschauspieler und Komiker | 29. Dez. 1912                     | Gemäß dem Bebauungsplan hieß sie zuerst Straße 23, Abt. XIV. Sie bildet die südliche Verlängerung der Holteistraße und verbindet die Simplon- mit der Revaler Straße. | Helmerdingstraße |
| Helsingforser Platz (Lage)          | 0045 × 40× 25 (Dreieckform)             | Helsingfors, schwedische Bezeichnung von Helsinki, Hauptstadt von Finnland | 28. Juni 1907                     | Im Hobrecht-Plan (Abt. XIV) war im 19. Jahrhundert eine namenlose Fläche ausgewiesen. Sie wird begrenzt durch die Revaler Straße im Nordwesten, die Marchlewskistraße im Nordosten und die Helsingforser Straße. Der Platz wird von einer Straßenbahnwendeschleife durchschnitten. Als Postadresse gehör(t)en dazu zwei Hausnummern. Zwischen 2013 und 2014 wurde der Platz umgebaut und orientiert sich nun gestalterisch an der südfinnischen Landschaft. Dabei wurde auch ein Wriezener Balkon genannter Aussichtspunkt über das Wriezener Freiraumlabor, einen ebenfalls neuen Park auf dem Gelände des ehemaligen Wriezener Bahnhofs, geschaffen. | Helsingforser Platz |
| Helsingforser Straße (Lage)         | 0320                                    | anliegender Helsingforser Platz | 26. Juli 1951                     | 1873 hieß sie Bromberger Straße nach der Stadt Bromberg in der Provinz Posen, seit 1945 Bydgoszcz in Polen. Sie geht von der Warschauer Straße nordwestlich ab und nach der Kreuzung mit der Pillauer Straße endet sie als Sackgasse. Unter der Nummer 11–13 befindet sich das Dathe-Gymnasium. | Helsingforser Straße |
| Hermann-Stöhr-Platz (Lage)          | 0070 × 60                               | Hermann Stöhr (1898–1940), Pazifist und Widerstandskämpfer gegen den Nationalsozialismus | 4. Jan. 1998                      | Der Platz an der Nordseite des Ostbahnhofs wird umgrenzt von Langestraße (Norden), Koppenstraße (Westen) und Erich-Steinfurth-Straße (Süden) sowie einem Fußweg (Osten). Diese Restfläche blieb nach der Bebauung mit einem Einkaufszentrum übrig. Auf dem Platz befindet sich seit 1998 ein Gedenkstein, bestehend aus einer Bronze-Inschrifttafel, die in einen Granitfindling eingelassen wurde und dem Namensgeber gewidmet ist, der 1940 hingerichtet wurde. Die Gedenkstätte geht auf eine Initiative der evangelischen Kirche und der Friedensbibliothek im Antikriegsmuseum Berlin zurück. | Hermann-Stöhr-Platz |
| Hildegard-Jadamowitz-Straße (Lage)  | 0730                                    | Hildegard Jadamowitz (1916–1942), Widerstandskämpferin gegen den Nationalsozialismus | 20. Dez. 1957                     | Die Straße in der West-Ost-Führung zwischen Straße der Pariser Kommune (ehemals: Fruchtstraße) und der Kadiner Straße wurde neu angelegt. Die Trassierung kreuzt die früheren Memeler Straße (an der die Feuerwache Friedrichshain stand) und Königsberger Straße bis zum Komturei-Platz, die alle nicht mehr existieren. Die Feuerwache wurde nach der Wende zum Kulturhaus Friedrichshain und zur Stadtteilbibliothek (Bild) umgebaut. Im Sommer 2012 war diese Straße Gegenstand einiger Pressemeldungen, weil ihr Straßenbelag in einem solch schlechten Zustand ist, dass eine Geschwindigkeitsbeschränkung auf 5 km/h festgelegt werden musste. Der zuvor durch die Straße geführte Busverkehr wurde umgeleitet. | Kulturhaus Friedrichshain in der Hildegard-Jadamowitz-Straße                                                                                       |
| Höchste Straße (Lage)               | 0380                                    | obere Lage am Abhang des Barnim | um 1857                           | Bei der Erstnennung im Berliner Adressbuch von 1857 wurde sie Höchststraße, in den 1880er Jahren Höchstestraße geschrieben. Der Rechnungsrat Sametzki hatte sie bereits um 1830 anlegen lassen, sie verlief ursprünglich von der früheren Landsberger bis zur Büschingstraße. Durch die Neuerrichtung von Wohnhäusern anstelle der im Zweiten Weltkrieg zerstörten sowie durch die Verlegung von Straßen verbindet sie nunmehr die Georgenkirchstraße über die Büschingstraße hinaus mit dem Erschließungsbereich des Platzes der Vereinten Nationen. | |
| Holteistraße (Lage)                 | 0490                                    | Karl von Holtei (1798–1880), Schriftsteller | Juni 1902                         | Die Straße beginnt an der Simplonstraße, kreuzt die Boxhagener Straße und endet an der Weserstraße. Gemäß dem Bebauungsplan hieß sie zuerst Straße 28, Abt. XIV. Im Berliner Adressbuch (Vororte; Boxhagen-Rummelsburg) von 1903 ist sie erstmals ausgewiesen. Im Stadtplan Berlins von 1901 war ihre Trasse zwischen Simplonstraße im Süden und Alt-Boxhagen (jetzt Boxhagener Straße) im Norden ohne Bezeichnung bereits eingetragen. | |
| Holzmarktstraße (Lage)              | 0500 (im Ortsteil)                      | ehemals hier befindlicher städtischer Holzhandelsplatz | um 1685                           | Ursprünglich hieß nur der Teil bis zur Lichtenberger Straße so, der Bereich bis zur Krautstraße war der Holzmarktplatz und bis zur Koppenstraße die Holzstraße. Am 13. August 1835 erhielten alle Teile den gemeinsamen und aktuell gültigen Straßennamen. Eine Bebauung mit Wohnhäusern erfolgte erst ab ca. 1850. Die westliche Straßenseite gehört zum Ortsteil Mitte. Sie führt von der Alexanderstraße (Westen) bis zur Andreasstraße (Osten). | Holzmarktstraße · Die Holzmarktstraße beginnt unter der Brücke links; von rechts mündet hier die Krautstraße                                       |
| Hübnerstraße (Lage)                 | 0170                                    | Carl Hübner (1827–1910), Kommunalpolitiker | 4. Apr. 1895                      | Im Bebauungsplan hieß sie zuerst Straße 50a, Abt. XIII/2. Sie verbindet die Eldenaer Straße (Norden) mit dem Weidenweg (Süden). | |
| Inge-Meysel-Straße (Lage)           | 0350                                    | Inge Meysel (1910–2004), Schauspielerin | 6. Sep. 2023                      | Die bis zu ihrer Benennung namenlose Straße verläuft in Nord-Süd-Richtung zwischen der Rüdersdorfer und der Langen Straße parallel zur Straße der Pariser Kommune. | |
| Jessnerstraße (Lage)                | 0610                                    | Leopold Jessner (1878–1945), Theater- und Filmregisseur | 24. Mai 1951                      | Die Straße verläuft zwischen der Frankfurter Allee und der Weserstraße in Nord-Süd-Richtung, wobei sie den Traveplatz tangiert. Bei ihrer Erstbenennung um 1874 hieß sie Kronprinzenstraße zu Ehren des späteren Kaisers und Königs von Preußen Friedrich III. Nach dem Zweiten Weltkrieg erfolgten durch die Berliner Stadtverwaltung zahlreiche Straßenumbenennungen, die nach Herrschern oder Militärs hießen. An ihr liegt die Grundschule am Traveplatz. | Jessnerstraße |
| Jollenseglerstraße (Lage)           | 0360                                    | Jolle, einmastiges Segelboot | 17. Sep. 2007                     | Die Jollenseglerstraße auf der Stralauer Halbinsel entstand im Zusammenhang mit der Errichtung neuer Wohnbauten. Sie verläuft von Alt-Stralau nach Nordosten. | Jollenseglerstraße |
| Jungstraße (Lage)                   | 0530                                    | Wilhelm Jung (1833–1890), Unternehmer | um 1877                           | Dieser Verkehrsweg in der damaligen Colonie Friedrichsberg wurde um 1877 angelegt und reichte von der Frankfurter Allee (Norden) bis zur Straße 31 (Süden) an der Colonie Boxhagen, gelegen an der Boxhagener Straße / Wismarplatz. Am Haus Nummer 18 befindet sich eine Gedenktafel für den Widerstandskämpfer Walter Homann. | Jungstraße |
| Kadiner Straße (Lage)               | 0310 + 80                               | Kadinen, amtlich Cadinen, Ort in Westpreußen, seit 1945 Kadyny in Polen, Sommerresidenz Kaiser Wilhelms II. | 11. Juni 1902                     | Bei ihrer Anlage hieß sie Straße 9a, Abt. XIV, des Bebauungsplans. Die erste Schreibweise war Cadiner Straße. Sie geht von der Grünberger Straße nordwärts ab und macht hinter der Einmündung der Hildegard-Jadamowitz-Straße einen Knick nach Osten zur Erschließung der Wohngebäude der Karl-Marx-Allee. Die Häuser Kadiner Straße 11 und 12 sind gelistete Baudenkmale. Am Haus Nummer 16 befindet sich eine Gedenktafel für den Widerstandskämpfer Georg Lehnig. | Kadiner Straße |
| Karl-Marx-Allee (Lage)              | 2100 (im Ortsteil)                      | Karl Marx (1818–1883), Philosoph und Ökonom | 13. Nov. 1961                     | Die Allee hieß ursprünglich westlich der Kreuzung mit der Fruchtstraße (seit 1971 Straße der Pariser Kommune) Große Frankfurter Straße, östlich davon Frankfurter Allee. Ihre Umbenennung in Stalinallee wurde zum 21. Dezember 1949 (dem 70. Geburtstag Josef Stalins) beschlossen, offiziell aber erst am 3. Januar 1950 realisiert. Am 13. November 1961 wurde sie in Karl-Marx-Allee umbenannt. Sie reicht vom Alexanderplatz (Osten) bis zum Frankfurter Tor (Westen). | Karl-Marx-Allee |
| Kinzigstraße (Lage)                 | 0440                                    | Kinzig, Nebenfluss des Rheins | 20. März 1939                     | Am 6. Dezember 1874 erhielt die neue Straße den Namen Blumenthalstraße nach dem preußischen Generalfeldmarschall Leonhard von Blumenthal. In der NS-Zeit wurde sie umbenannt in ihren noch gültigen Namen. Sie verläuft zwischen Frankfurter Allee (Norden) und Weserstraße (Süden) mit einem Fußweg bis zur Boxhagener Straße. Das Wohnhaus Nummer 29 ist ein Baudenkmal. | Kinzigstraße |
| Kleine Andreasstraße (Lage)         | 0160                                    | Andreasstraße oder Andreaskirche | 25. Aug. 1865                     | Zuerst hieß sie Straße D. Die Kleine Andreasstraße im Stralauer Viertel geht von der Krautstraße ostwärts ab und erschließt die Wohnbebauung. | Kleine Andreasstraße |
| Kleine Markusstraße (Lage)          | 0280                                    | St. Markusgemeinde, 1854 hier gegründet | 23. Aug. 1862                     | Sie ging aus der bereits Mitte des 18. Jahrhunderts vorhandenen Rosen-Quer-Gasse (auch Rosenquergasse; die bis in den Ortsteil Mitte hineinführte) hervor, die nach dem Schweizer Hauptmann Imbert Rollaz du Rosey (1657–1704) benannt worden sein soll, der hier einen Garten hatte. Sie verläuft von der Krautstraße U-förmig westwärts. | Kleine Markusstraße |
| Knorrpromenade (Lage)               | 0150                                    | Georg Knorr (1859–1911), Unternehmer | 1912                              | Sie wurde 1911–1913 alleenartig von der Friedrichsberger Bank inmitten des Arbeiterbezirks in Boxhagen für wohlhabende Bürger errichtet. Die Knorrpromenade führt von der Wühlischstraße zur Krossener Straße. | Knorrpromenade |
| Kochhannstraße (Lage)               | 0620                                    | Heinrich Kochhann (1805–1890), Berliner Politiker | 23. Aug. 1902                     | Zuerst hieß sie Straße 42b, Abt. XIII/2 des Bebauungsplans. Die Kochhannstraße verbindet die Richard-Sorge-Straße über die Petersburger Straße hinweg mit der Hausburgstraße. Die Häuser 13–15b (im Nordostabschnitt) gehören zur Weisbachgruppe und stehen unter Denkmalschutz. | |
| Konitzer Straße (Lage)              | 0130                                    | Konitz, Stadt in Westpreußen, seit 1920 Chojnice in Polen | 19. Dez. 1912                     | Im Bebauungsplan 1863 hatte man ihr die Bezeichnung Straße 18, Abt. XIV, gegeben. Die kleine Stichstraße geht von der Simplonstraße südwärts ab. In ihrer gedachten südlichen Verlängerung befand sich die lange Zeit umstrittene „Wagenburg“. | Konitzer Straße |
| Kopernikusstraße (Lage)             | 0500                                    | Nikolaus Kopernikus (1473–1543), Astronom | um 1902                           | Im Bebauungsplan hieß sie Straße 10, Abt. XIV. Nach der Namensvergabe für ein östliches Teilstück wurde am 15. September 1903 der westliche Abschnitt bis zur Gubener Straße hinzugefügt. Der ursprüngliche, östliche Abschnitt wurde 1906 in Simplonstraße neu benannt. Die nunmehrige Kopernikusstraße beginnt im Westen an der Gubener Straße als Fortsetzung der Torellstraße, kreuzt die Warschauer Straße und geht nach der Simon-Dach-Straße als Wühlischstraße weiter. Am Haus Nummer 19 befindet sich eine Gedenktafel für den Widerstandskämpfer Karl Pinnow. | Kopernikusstraße |
| Koppenstraße (Lage)                 | 1120                                    | Christian Koppe († 1721), Berliner Stadthauptmann und Ratsherr | um 1840                           | Ab etwa 1705 gab es in der Trasse die Koppens-Gasse, die auf den Wiesen und Feldern des Stadthauptmanns Koppe angelegt worden war. Um 1840 trug man sie in die Stadtkarten bereits als Koppenstraße ein. Sie führt von der Friedenstraße (Norden) über die Karl-Marx-Allee hinweg bis Am Ostbahnhof (Süden) in mehrfach leicht verschwenkter Führung. Ein wenig beachtetes Denkmal ist die Stele zur Erinnerung an die Verfolgten des Naziregimes an der Ecke Singerstraße. Sie wurde nach einem Entwurf von Werner Richter aus Beton geformt und 1975 aufgestellt. In der Straße befindet sich das Andreas-Gymnasium. | |
| Krachtstraße (Lage)                 | 0200                                    | Louis Kracht (1865–1928), Stralauer Kommunalpolitiker, Steuereinnehmer und Grundstücksbesitzer | um 1912                           | Bis um 1912 hieß die Straße Seeweg, weil sie auf der Stralauer Halbinsel zwischen dem Rummelsburger See und der Spree verlief. Sie wurde verkürzt auf den Abschnitt zwischen Fischzug und Alt-Stralau. | Krachtstraße |
| Krautstraße (Lage)                  | 0660                                    | Johann Andreas Kraut (1661–1723), Bankier, Geheimer Kriegsrat und Minister im Königreich Preußen | 31. Dez. 1860                     | Im beginnenden 18. Jahrhundert trug der Verkehrsweg den Namen Krauts-Gasse; auf Antrag der Bewohner wurde daraus dann die oben bezeichnete Straße. Der Nord-Süd-Straßenzug führt von der Blumenstraße/Neue Blumenstraße bis zur Holzmarktstraße. | Nördliches Ende der Krautstraße |
| Kreutziger Straße (Lage)            | 0260                                    | Julius Ludwig Kreutziger (1826–1874), Besitzer des Bauerngutes Hohen-Schönhausen Nr. 4 | um 1876                           | Zuerst wurde sie Creutzigerstraße geschrieben. Erst ab 1893 tauchte die Schreibweise mit „K“ auf. Sie ist ab der Boxhagener Straße die nördliche Fortsetzung der Gabriel-Max-Straße und eine Sackgasse; anfänglich führte sie bis auf die Frankfurter Allee. | Kreutzigerstraße |
| Krossener Straße (Lage)             | 0580                                    | Crossen, Stadt in Schlesien, seit 1945 Krosno Odrzańskie in Polen | 1902                              | Im Hobrechtschen Bebauungsplan hieß sie Straße 16a, Abt. XIV. Der bis 1929 noch Crossener Straße (mit C) geschriebene Verkehrsweg verläuft geradlinig von Simon-Dach-Straße (Westen) bis Boxhagener Straße (Osten). Am Haus Nummer 27 befinden sich Gedenktafeln für die Widerstandskämpfer Fritz Fieber und Karl Kunger. | |
| Kynaststraße (Lage)                 | 1000                                    | Kynast, Berg und Burg im Vorland des Riesengebirges, seit 1945 Burg Chojnik | um 1908                           | Der erste Name war Parallelweg (um 1890 bis um 1908). Die Straße führt von Alt-Stralau nach Norden entlang der Ringbahn und überquert am Bahnhof Ostkreuz die Gleisanlagen der S-Bahn-Linien nach Osten. Sie wurde im Zeitraum 2008 bis 2010 total erneuert; dabei wurde ein zweiter Ast der Straße angelegt, der zur Hauptstraße führt. Der neue Ast sowie die östlich der Kynaststraße gelegenen Grundstücke mit den Hausnummern 18 bis 25 liegen in Rummelsburg. | Kynaststraße |
| Landsberger Allee (Lage)            | 1330 (im Ortsteil)                      | Altlandsberg, Stadt in Brandenburg | 31. Dez. 1992                     | Der Abschnitt vom Alexanderplatz bis zum Landsberger Platz (Kreuzung mit der Friedenstraße) trug bis 1950 den Namen Landsberger Straße, von dort an bis zur Grenze zu Berlin-Lichtenberg wurde sie zur Landsberger Allee. 1950 wurde der gesamte Straßenzug nach Wladimir Iljitsch Lenin in Leninallee umbenannt und 1992 in Landsberger Allee rückbenannt. Teile der Straße verlaufen in Prenzlauer Berg, Lichtenberg, Fennpfuhl, Alt-Hohenschönhausen und Marzahn. Nach der Rückbenennung reicht das Friedrichshainer Teilstück als Verlängerung der Mollstraße am Platz der Vereinten Nationen bis zur Hausburgstraße in West-Ost-Führung. | Landsberger Allee · Landsberger Allee an der Kreuzung mit der Danziger Straße; hinter der Kreuzung rechts das Sport- und Erholungszentrum          |
| Lange Straße (Lage)                 | 0420                                    | Länge der Straße oder ein Anwohner namens Lange (unklar) | 7. März 1861                      | Vor dem 17. Jahrhundert findet sich die Bezeichnung Grusestraße, danach hieß sie Langes Gasse, vermutlich durch den alltäglichen Sprachgebrauch der Anwohner. In alten Stadtplänen war sie als Lange Gasse eingezeichnet. Eine offizielle Benennung durch den Magistrat erfolgte am 8. Dezember 1860 auf Antrag der anliegenden Hausbesitzer. 1969 wurde sie bei der Neubebauung der Gegend um ein östliches Stück verkürzt, das den Namen Mehlbeerenweg erhielt. Sie verläuft nach Osten bis zur Koppenstraße. | Lange Straße |
| Langenbeckstraße (Lage)             | 0250                                    | Bernhard von Langenbeck (1810–1887), Chirurg | 2. Apr. 1891                      | Zuerst (1877) waren es die Straße 16b und Straße 31, Abt. IVX im Hobrecht-Plan. Die Straße führte bis nach dem Zweiten Weltkrieg von der Landsberger Allee um die Ecke bis zur Elbingerstraße, der Danziger Straße. Dann wurde sie zunächst beim Bau des Friesenstadions und später beim Bau des Sport- und Erholungszentrums (SEZ) in den Jahren 1979–1981 auf einen kleinen Rest verkürzt, der im Wesentlichen als Straßenbahnwendeschleife dient. | |
| Lasdehner Straße (Lage)             | 0240                                    | Lasdehnen, Ortschaft in Ostpreußen, seit 1945 Krasnosnamensk in Russland | 15. Mai 1935                      | Zuerst hieß sie Straße 7a, Abt. XIV des Bebauungsplans. Von 1893 bis 1935 hieß die Straße Litauer Straße, nach dem Land Litauen, teilweise auch Litthauerstraße geschrieben und reichte von der Frankfurter Allee direkt bis zur Gubener Straße. Sie ist nun eine Sackgasse, die von der Hildegard-Jadamowitz-Straße südwestwärts abgeht. Erwähnenswert ist hier die denkmalgeschützte Gemeindedoppelschule aus dem Jahr 1909, entstanden nach Plänen von Ludwig Hoffmann. Zu DDR-Zeiten beherbergte das dreiflügelige Gebäude die Oberschulen „Kurt Schlosser“ und „John Sieg“. | Lasdehner Straße |
| Laskerstraße (Lage)                 | 0140                                    | Eduard Lasker (1829–1884), Politiker und Jurist | 22. Mai 1910 mit Unterbrechung    | Im Bebauungsplan trug sie den Namen Straße 39, Abt. XIV. Von 1938 bis 1947 hieß die Straße Bassewitzstraße, nach Friedrich Magnus von Bassewitz, einem damaligen höheren Beamten in der Provinz Brandenburg. 1947 wurde sie in Laskerstraße zurückbenannt. Die Straße verbindet die Bödikerstraße mit dem Markgrafendamm; an ihrem westlichen Ende befinden sich die Lasker-Sportplätze. | Laskerstraße |
| Lebuser Straße (Lage)               | 0200                                    | Lebus, Stadt in Brandenburg | 7. Juni 1890                      | Im Bebauungsplan hieß sie Straße 5, Abt. XV. 1890 erhielt sie den Namen Lebuser Straße, in manchen Dokumenten auch Lebusser Straße geschrieben. Das wurde 1958 amtlich festgelegt auf Lebuser Straße. Sie verbindet die Friedrichsberger Straße mit der Andreasstraße in Nord-Süd-Richtung. | Blick südwärts |
| Lehmbruckstraße (Lage)              | 0360                                    | Wilhelm Lehmbruck (1881–1919), Bildhauer und Grafiker | 31. Mai 1951                      | Zuerst hieß sie Straße 46b, Abt. XIV im Bebauungsplan. Am 23. September 1898 erhielt sie den Namen Beymestraße nach dem preußischen Politiker Carl Friedrich von Beyme. Nach dem Zweiten Weltkrieg wurden Straßennamen nach Herrschern oder preußischen Persönlichkeiten häufig umbenannt. Sie verläuft zwischen Rudolfstraße (Norden) und Stralauer Allee (Süden). | Lehmbruckstraße |
| Lenbachstraße (Lage)                | 0300                                    | Franz von Lenbach (1836–1904), Maler | um 1902                           | Im Bebauungsplan hieß sie zuerst Straße 27a, Abt. XIV. Sie verbindet die Boxhagener Straße (Norden) mit der Simplonstraße (Süden). | |
| Libauer Straße (Lage)               | 0 260                                   | Libau, Stadt in Lettland, seit 1920 Liepāja | 4. Juli 1904                      | Die Libauer Straße war zuerst die Straße 14a, Abt. XIV, im Bebauungsplan. Sie verbindet die Wühlischstraße in Nordost-Südwest-Führung mit der Revaler Straße. | Libauer Straße |
| Lichtenberger Straße (Lage)         | 0820                                    | Lichtenberg, Gemeinde östlich von Berlin | 6. Dez. 1874                      | Die Straße wurde 1872 als Verbindung zwischen der Landsberger Straße und der Palisadenstraße (Bebauungsplan Abt. XV) projektiert. Sie verlief damit über das frühere Klaegersche Grundstück. 1874 erhielt sie ihren Namen. Die südliche Verlängerung bis zur damaligen Stalinallee/Strausberger Platz wurde im bei der Neubebauung der Allee angelegt und am 20. Dezember 1957 in diese Bezeichnung mit einbezogen. Der Abschnitt vom Strausberger Platz bis zur Holzmarktstraße, zuvor seit 1861 die Markusstraße (benannt nach der 1957 nach Kriegsbeschädigung abgerissenen), Markuskirche erhielt am 17. Dezember 1969 schließlich ebenfalls den Namen Lichtenberger Straße. Der zuerst benannte Bereich wurde dann wieder ausgegliedert und ist Teil vom Platz der Vereinten Nationen. – Die Westseite gehört teilweise zum Ortsteil Mitte. | Südabschnitt mit Blick zum Strausberger Platz · Nordabschnitt Richtung Platz der Vereinten Nationen                                                |
| Liebigstraße (Lage)                 | 0820                                    | Justus von Liebig (1803–1873), Chemiker | 15. Aug. 1881                     | Im Bebauungsplan waren es die Straßen 59 und 59a, Abt. XIII/2, von denen ein Teilstück als Augsburger Straße herausgenommen wurde. Bei der endgültigen Namensgebung wurde aus dem Straßenzug von der Frankfurter Allee (Süden) bis zur Eldenaer Straße (Norden) die Liebigstraße. 1953/1954 wurde die Straßenführung wegen der Bebauung des Frankfurter Tores so geändert, dass sie nun rechtwinklig nach Osten bis zur Proskauer Straße führt. Sie wurde in den Jahren 2010 bis Februar 2011 deutschlandweit bekannt, weil im Haus Nummer 14 ein alternatives Wohnprojekt sich dramatisch gegen die verordnete Räumung des Objektes mit zahlreichen Unterstützern wehrte. – Erwähnenswert ist, dass hier (Hausnummer 39) das Dr.-Harnisch-Haus steht, eine Pflegewohneinrichtung der Stephanus-Stiftung mit Betreuung von dementen Personen und einer Hospiz-Abteilung. | Blick auf das Wohnhaus Nummer 14 nach der Räumung                                                                                                  |
| Löwestraße (Lage)                   | 0340                                    | Albert Löwe (1823–1886), Berliner Unternehmer und Kommunalpolitiker | 23. März 1898                     | Im Bebauungsplan hieß sie zuerst Straße 47a, Abt. XIII/2. An ihrer Einmündung in den Weidenweg schloss sich südwärts die Mögliner Straße an, die auf der Frankfurter Straße endete. Sie bildet zusammen mit einem Südabschnitt der Auerstraße und einem Teil des Weidenwegs ein Dreieck, in dessen großzügigem Innenbereich sich eine öffentliche Grünanlage befindet, die jedoch keinen gesonderten Namen trägt, bei Anwohnern „Auer Dreieck“ genannt wird. | |
| Ludwig-Pick-Straße (Lage)           | 0240                                    | Ludwig Pick (1868–1944), Pathologe und Opfer des NS-Regimes | 1. Okt. 2000                      | Die mit der Errichtung des Kino Kosmos angelegte kurze Straße erhielt erst rund 40 Jahre später einen eigenen Namen. Sie geht südwärts vom Weidenweg ab, führt östlich am Kino vorbei, knickt dann nach Osten ab und bildet hier die Zufahrt zu einer Seniorenwohnanlage. | |
| Mainzer Straße (Lage)               | 0320                                    | Mainz, heutige Landeshauptstadt von Rheinland-Pfalz. Um 1900 Sitz der „Süddeutschen Immobiliengesellschaft“, die das umliegende Gebiet entlang der Frankfurt Allee erschloss                                           | um 1894                           | Sie verläuft zwischen Frankfurter Allee und Boxhagener Straße. Im Bebauungsplan hieß sie Straße 19, Abt. XIV. Im Adressbuch von 1896 ist sie erstmals aufgeführt. Die Straße wurde überregional bekannt durch die Räumung der Mainzer Straße im Jahr 1990. | Mainzer Straße |
| Marchlewskistraße (Lage)            | 1110                                    | Julian Marchlewski (1866–1925), Politiker und Mitbegründer des Spartakusbundes | 16. März 1950                     | Zuerst hieß sie Communication zwischen dem Frankfurter und dem Stralauer Thor (um 1735); 1876 bekam der Straßenzug den Namen Memeler Straße nach der Stadt Memel, 1923–1939 und seit 1945 Klaipėda in Litauen. Sie führt von der Hildegard-Jadamowitz-Straße südostwärts bis zum Helsingforser Platz/Warschauer Straße. In der Straße sind trotz umfangreicher Kriegszerstörungen einige Baudenkmale erhalten geblieben, darunter ein ehemaliges Lehrerwohnhaus (Bild). An dieser Straße befindet sich außerdem das Hochhaus an der Weberwiese. | Marchlewskistraße 45: ehem. Lehrerwohnhaus der 87. und 98. Gemeindeschule, 1880/1881 von Hermann Blankenstein und Mylius · Marchlewskistraße 16–22 |
| Mariane-von-Rantzau-Straße (Lage)   | 0220                                    | Mariane von Rantzau (1811–1855), erste Oberin des Diakonissen-Krankenhauses Bethanien | 16. Nov. 2006                     | Die Straße wurde auf dem früheren Güterbahnhof 2006 angelegt und gehört zum Einzugsbereich der Uber Arena. Hier befindet sich der Mercedes-Benz-Vertrieb Deutschland. Sie verbindet die Mühlenstraße mit der Helen-Ernst-Straße. | Mariane-von-Rantzau-Straße |
| Markgrafendamm (Lage)               | 0700                                    | Markgraf Albrecht Friedrich zu Brandenburg-Schwedt (1672–1731) | um 1857                           | Er wurde zu beginn des 19. Jahrhunderts am Nordufer der Spree als Knüppeldamm angelegt und inoffiziell bereits Markgrafendamm genannt, weil er auf Order des Markgrafen Albrecht Friedrich entstand. Er verläuft zwischen Hauptstraße am Bahnhof Ostkreuz (Norden) und der Stralauer Allee (Süden). | Markgrafendamm |
| Matkowskystraße (Lage)              | 0060                                    | Adalbert Matkowsky (1857–1909), Schauspieler | 19. Dez. 1912                     | Im Bebauungsplan hieß sie zuerst Straße 24, Abt. XIV. Bei ihrer Namensgebung wurde sie Mathkowskistraße genannt. Am 21. April 1932 erhielt sie den korrigierten Namen. Sie verläuft zwischen Simplonstraße und Revaler Straße. | Matkowskystraße |
| Matternstraße (Lage)                | 0210                                    | Theodor Mattern (1820–1886), Berliner Kaufmann, Färbereibesitzer und Kommunalpolitiker | 23. März 1898                     | Im Bebauungsplan hieß sie zuerst Straße 44b, Abt. XIII/2. Sie verbindet die Petersburger Straße (Südwest) mit der Ebertystraße (Nordost). | |
| Matthiasstraße (Lage)               | 0200                                    | Thomas Matthias (um 1520–1576), Berliner Bürgermeister und Politiker des Kurfürstentums Brandenburg | 2. Apr. 1891                      | Angelegt wurde der Verkehrsweg als Straße 42b, Abt. XIII/2, des Bebauungsplans. Sie führt von der Landsberger Allee gegenüber dem Krankenhaus Friedrichshain südostwärts. An ihrem südlichen Ende geht die Diestelmeyerstraße westwärts ab. | |
| Max-Fettling-Platz (Lage)           | 0050 × 20 (nierenförmig)                | Max Fettling (1907–1974), Gewerkschaftsfunktionär und Opfer des Aufstands vom 17. Juni 1953 | 17. Juni 2003                     | Der mit dem Bau des Krankenhauses Ende des 19. Jahrhunderts angelegte nicht begrünte Platz befindet sich vor der früheren Haupteinfahrt am Ernst-Zinna-Weg. Mit einem eigenen Namen wurde seine Bedeutung mehr als 100 Jahre später hervorgehoben. | |
| Mehlbeerenweg (Lage)                | 0165                                    | Mehlbeeren, Pflanzengattung der Kernobstgewächse, die hier bei der Straßenanlage gepflanzt wurden | 1. Juli 1999                      | Der Weg wurde von der Lange Straße im Ostabschnitt ausgegliedert. Er liegt hinter der Schwimmhalle in der Holzmarktstraße und ist eine Sackgasse. | Mehlbeerenweg |
| Mildred-Harnack-Straße (Lage)       | 0300                                    | Mildred Harnack (1902–1943), Widerstandskämpferin gegen den Nationalsozialismus | 16. Nov. 2006                     | Die Straße wurde auf dem früheren Güterbahnhof 2006 angelegt und gehört zum Einzugsbereich der Uber Arena. | Mildred-Harnack-Straße |
| Modersohnstraße (Lage)              | 0740                                    | Otto Modersohn (1865–1943), Maler | 24. Mai 1951                      | Zuerst war die Straße 45, Abt. IVX. Am 15. Juli 1896 erhielt er den Namen Hohenlohestraße nach dem Prinzen und späteren Reichskanzler Chlodwig zu Hohenlohe-Schillingsfürst. Erst als nach dem Ende des Zweiten Weltkriegs Adelsnamen aus dem Straßenbild getilgt wurden, erhielt die Straße ihren Namen. Die Nord-Süd-Straße ist die Verlängerung der Gärtnerstraße und verläuft als Modersohnbrücke über Gleisanlagen bis zur Stralauer Allee. | Modersohnstraße |
| Mollstraße (Lage)                   | 0680 (im Ortsteil)                      | Joseph Moll (1813–1849), Revolutionär | 9. Aug. 1963                      | Der Verkehrsweg in der bestehenden Trassierung wurde erst 1963 geschaffen, er verläuft jedoch weitestgehend auf einem Teilstück der früheren Landsberger Straße bis zum Zusammentreffen mit der Frankfurter Straße. Die Mollstraße verbindet die Torstraße (Osten) über den Platz der Vereinten Nationen mit der Landsberger Allee (Westen). Im Ortsteil liegen die Grundstücke 19–32 zwischen Otto-Braun-Straße und Platz der Vereinten Nationen auf der Nordseite, nicht jedoch das Straßenland. | Auf der Mollstraße, März 1989 · Mollstraße, 2020er Jahre                                                                                           |
| Müggelstraße (Lage)                 | 0265                                    | Müggelsee, größter See Berlins | 1905                              | Der Nord-Süd-Verkehrsweg zwischen der Rückseite der Häuser an der Frankfurter Allee und der Weserstraße wurde 1905 erstmals im Adressbuch ausgewiesen. Die Müggelstraße wird durch den Traveplatz unterbrochen. | Müggelstraße |
| Mühlenstraße (Lage)                 | 1050                                    | Windmühle, die hier im 18. Jahrhundert stand | um 1786                           | Die Straße verläuft zwischen Straße der Pariser Kommune und Warschauer Straße parallel zum Ufer der Spree. Sie wurde in einem historischen Adressbuch aus dem Jahr 1822 wie folgt beschrieben: Sie „liegt im Stralauer Viertel, zwischen dem Stralauer Thor und der Fruchtstraße, […] hat 83 Hausnummern, ist 1380 Schritte lang und gehört zum 21ten Polizei-Reviere“. Die namensgebende kurfürstliche Windmühle hatte sich ursprünglich auf dem Grundstück Nummer 9 befunden. Gegenüberliegend standen zweigeschossige Mietwohnhäuser, in denen Restaurants und kleine Geschäfte untergebracht waren. Auf den Höfen hatten Handwerker häufig ihre Werkstätten. Diese Straße ist jedoch weit über Berlin hinaus bekannt, weil sich auf ihrer Südseite der längste erhaltene Abschnitt der Berliner Mauer befindet, der durch die Bildgestaltung von insgesamt 118 Künstlern zur East Side Gallery wurde. Auf der gegenüberliegenden Seite ist der Zugang zur Veranstaltungshalle Uber Arena. Die Initiative Mediaspree versenken hatte im Februar 2014 beantragt, die Straße umzubenennen in „Am Todesstreifen“. Das wurde von der BVV abgelehnt. | Mühlenstraße · Mühlenstraße · Mühlenstraße Living Levels                                                                                           |
| Mühsamstraße (Lage)                 | 0600                                    | Erich Mühsam (1878–1934), Schriftsteller | 31. Mai 1951                      | Die Straße verläuft zwischen Löwe- und Ebertystraße und kreuzt dabei die Petersburger Straße. Sie wurde im Bebauungsplan Straße 44a, Abt. XIII/2, genannt. 1893 erhielt sie den Namen Zorndorfer Straße nach einem ehemaligen deutschen Ort, seit 1945 Sarbinowo (Dębno) östlich der Oder in Polen, bekannt durch die Schlacht von Zorndorf 1758. Nach der neuen Grenzziehung am Ende des Zweiten Weltkriegs und der Gründung der DDR bekam sie ihren Namen. | |
| Müncheberger Straße (Lage)          | 0190                                    | Müncheberg, Stadt in Brandenburg | vor 1900 mit Unterbrechung        | Die bestehende Trassierung ist gegenüber der historischen Führung durch neue Wohnbebauung nach dem Zweiten Weltkrieg verkürzt. Deshalb wurde der ursprüngliche Straßenname am 1. Juli 1996 neu vergeben. Sie zweigt in östlicher Richtung von der Koppenstraße ab. | Müncheberger Straße |
| Naglerstraße (Lage)                 | 0200                                    | Karl Ferdinand Friedrich von Nagler (1770–1846), preußischer General-Postmeister | 28. Nov. 1900                     | Im Bebauungsplan hieß sie zuerst Straße 46, Abt. XIV. Sie verbindet die Rotherstraße (Norden) mit der Stralauer Allee (Süden). | Naglerstraße |
| Neue Bahnhofstraße (Lage)           | 0430                                    | Verkehrsweg von Boxhagen zum Ring- und Vorortbahnhof Stralau-Rummelsburg | vor 1905                          | Die Straße wurde um 1903 angelegt und bezeichnete als Bahnhofstraße den Weg zur Eisenbahnstation „Stralau-Rummelsburg“. Nach Umbauarbeiten am Bahnhof wurde sie 1905 mit dem Zusatz „Neue“ versehen. Die Neue Bahnhofstraße ist die südwärtige Verlängerung der Gürtelstraße. Hier befand sich das renommierte Werk der Knorr-Bremse in dem nun denkmalgeschützten Gebäuden, die zwischen 1913 und 1916 errichtet worden waren. | |
| Neue Blumenstraße (Lage)            | 0400 + 220                              | Namensfestlegung durch die Verlegung der damaligen Blumenstraße | 9. Aug. 1963                      | Nach der Kriegstrümmerbeseitigung und dem Neubau von Wohnhäusern fiel der westliche Teil der früheren Blumenstraße weg, der nach den Gärten von Bouché benannt worden war. Weil der Name jedoch mit der revolutionären Arbeiterbewegung eng verbunden ist, wurde der Straßenname nach dem Abschluss der Neubebauung des Areals mit dem Zusatz „Neue“ für eine geänderte Trassierung wieder vergeben. Die Neue Blumenstraße besteht nun aus einem West-Ost-Teilstück und einem Nord-Süd-Abschnitt. Im Ortsteil liegt nur ein Straßenabschnitt ohne Adresszuordnung. Der größere Abschnitt gehört zum Bezirk Mitte. | Neue Blumenstraße |
| Neue Weberstraße (Lage)             | 0300                                    | durch die Verlegung der damaligen Weberstraße | 20. Dez. 1957                     | Der Enttrümmerung nach dem Zweiten Weltkrieg folgte eine Neubebauung und eine Verlängerung der Weberstraße bis zur Lebuser Straße, die den Namen „Neue Weberstraße“ erhielt. Die Weberstraße wurde 1821 nach den hier angesiedelten Webern, Seidenwirkern, Strumpfwirkern, Tuchmachern und anderen mit der Weberei beschäftigten Gewerbetreibenden benannt. | Neue Weberstraße |
| Niederbarnimstraße (Lage)           | 0300                                    | Niederbarnim, historisches Gebiet in Brandenburg | 1904                              | Der erste Name war Straße 14, Abt. XIV des Bebauungsplans. Die Straße, ehemals unmittelbar außerhalb der damaligen Berliner Stadtgrenze in Friedrichsberg gelegen, gehörte mit diesem bis 1920 zum Landkreis Niederbarnim. Sie verbindet die Proskauer Straße (Norden) von der Frankfurter Allee mit der Simon-Dach-Straße (Süden) an der Boxhagener Straße. | Niederbarnimstraße |
| Niemannstraße (Lage)                | 0130                                    | Albert Niemann (1831–1917), Opernsänger | 19. Dez. 1912                     | Im Bebauungsplan hieß sie zuerst Straße 20, Abt. XIV. Sie verläuft zwischen Simplon- und Revaler Straße. Hier steht die Modersohn-Grundschule. | Niemannstraße |
| Oderstraße (Lage)                   | 0540                                    | Oder, Grenzfluss zwischen Deutschland und Polen | um 1900                           | Ab 1877 hieß der Verkehrsweg Straße 34, Abt. XIV. Er verläuft von der Jungstraße bis zur Gürtelstraße und bildet die südliche Begrenzung des Traveplatzes. | Oderstraße |
| Otto-Braun-Straße (Lage)            | 0400 (im Ortsteil)                      | Otto Braun (1872–1955), Politiker (SPD) | 1. Nov. 1995                      | Die vorherigen Namen waren Rennweg bzw. Rönnweg (16. Jh.–17. Jh.), Bernauer Straße (17. Jh.–1810), Neue Königstraße (1810–1966) und Hans-Beimler-Straße (1966–1995). Nur der Hausnummernbereich 78–90 (gerade) gehört zu Friedrichshain. Die Ortsteilgrenze verläuft schräg über das Straßenland von der Friedenstraße (Nordost, Südrand des vormaligen Königsplatzes) zur Mollstraße (Nordwestecke der Kreuzung), dieser Verlauf der Bezirksgrenze entstand durch die Verbreiterung der Neuen Königsstraße vom Alexanderplatz zur Greifswalder Straße und die Änderungen der Mollstraße in den 1960er Jahren. Bemerkenswert ist das Hochhaus des Königstadt-Carrée auf 78/80, den Nordabschluss bildet der Park an der evangelischen St. Bartholomäus-Kirche. Die zehngeschossigen Wohnblöcke 82/84 (südlich der Barnimstraße) und 86/88 (nördlich der Barnimstraße) werden durch den Hotelbau (Nr. 90) ergänzt, der 2008 in einem vormaligen Gewerbegebäude eingerichtet wurde. | Otto-Braun-Straße |
| Palisadenstraße (Lage)              | 0810                                    | Palisaden, Teil der alten Berliner Stadtbefestigung, die entlang dieser Straße verlief | 30. Juli 1833                     | Frühere Schreibweise war Pallisadenstraße. Dieser Verkehrsweg ist der Kern einer Reihe von in den 1980er Jahren errichteten Wohnungsneubauten und modernisierten Altbauten, die hauptsächlich von Baufirmen aus Suhl ausgeführt wurden. Der Ost-Berliner Magistrat fasste den Gebäudekomplex unter dem Begriff Palisadendreieck zusammen. Bemerkenswert ist das frühere Haus unter der Nummer 2, das als Kosakenhaus bekannt war. Über der Haustür befand sich ein Relief, das einen reitenden Kosaken mit vorgestreckter Lanze zeigte. Der Name und der Fassadenschmuck des Hauses erinnerten damit an die Befreiung Berlins von den französischen Truppen durch die Kosaken unter dem General Tschernischew. Durch dieses Haus war einer der in Unterzahl einreitenden Kosaken in die Weberstraße entkommen. | Palisadenstraße, 1986 · Palisadenstraße, 2011 |
| Palmkernzeile (Lage)                | 0250                                    | Palmkernölspeicher, Industriedenkmal auf der Halbinsel Stralau | 15. Juli 1999                     | Die Palmkernzeile ist eine neu bezeichnete Straße zwischen Fischzug (Nordost) und Alt-Stralau (Südwest). | Palmkernzeile |
| Pauline-Staegemann-Straße (Lage)    | 0150                                    | Pauline Staegemann (1838–1909), Frauenrechtlerin und Gewerkschafterin | 11. Juni 2011                     | Die Stichstraße zweigt von der Barnimstraße ab. | Berlin-Friedrichshain Pauline-Staegemann-Straße |
| Persiusstraße (Lage)                | 0510                                    | Paul Persius (1832–1902), Politiker | 5. Sep. 1903                      | Der erste Name war Straße 40b, Abt. XIV, des Bebauungsplans. Sie verläuft von der Corinthstraße bis zur Markgrafenstraße. | Persiusstraße |
| Petersburger Platz (Lage)           | 0210 × 50                               | anliegende Petersburger Straße | 4. Aug. 1897                      | Zwischen 1982 und 1991 hieß die Anlage Kotikowplatz nach dem sowjetischen General Alexander Georgijewitsch Kotikow. Seinen ursprünglichen Namen erhielt er am 1. Dezember 1991 zurück. Der Petersburger Platz ist gleichzeitig eine Straße und ein rechteckiger begrünter Stadtplatz an der Petersburger Straße und dient zu großen Teilen als Kinderspielplatz. An der westlichen Seite steht die Pfingstkirche. | Berlin-Friedrichshain Petersburger Platz · Berlin-Friedrichshain Petersburger Platz                                                                |
| Petersburger Straße (Lage)          | 1120                                    | Sankt Petersburg, ehemalige Hauptstadt des Russischen Reiches | 23. Feb. 1874 (mit Unterbrechung) | Im Bebauungsplan hieß sie zuerst Straße 6, Abt. XIII/2, ab 1874 erhielt sie ihren Namen. Zwischen 1947 und 1991 hieß die Magistrale Bersarinstraße nach Nikolai Bersarin, dem ersten Stadtkommandanten von Berlin nach dem Ende des Zweiten Weltkriegs. Am Haus Nummer 94 befindet sich eine Gedenktafel für die Opfer des hier vorhanden gewesenen SA-Lokals Keglerheim. | |
| Pettenkoferstraße (Lage)            | 0770                                    | Max von Pettenkofer (1818–1901), Chemiker und Hygieniker | 13. Mai 1905                      | Im Bebauungsplan hieß sie Straße 66a, Abt. XIII/2. Sie führt aus dem Bereich Entwicklungsgebiet Alter Schlachthof südostwärts bis zur Frankfurter Allee. An ihr liegen der Schleidenplatz, ein Eingang zum S-Bahnhof Frankfurter Allee, das Ring-Center I und die Pettenkofer-Grundschule. | |
| Pillauer Straße (Lage)              | 0090                                    | Pillau, Stadt in der Provinz Ostpreußen, seit 1945 Baltijsk | 17. Juli 1876                     | Im Bebauungsplan hieß sie zuerst Straße 14, Abt. XV. Sie verläuft zwischen Helsingforser Straße (SW) und Marchlewskistraße (NO). | Pillauer Straße |
| Pintschstraße (Lage)                | 0230                                    | Julius Pintsch (1815–1884), Unternehmer | 15. Aug. 1898                     | Im Bebauungsplan hieß sie zuerst Straße 41c, Abt. XIII/2. Sie verbindet die Kochhann- mit der Straßmannstraße. | |
| Platz der Vereinten Nationen (Lage) | keine genaue Angabe möglich (s. rechts) | Vereinte Nationen | 13. März 1992                     | Der Name eines früher in der Nähe vorhandenen Platzes war Landsberger Platz, in den 1960er Jahren wurde im Zusammenhang mit der Neuerrichtung von Wohnhäusern an neuem Standort der Leninplatz eingerichtet. Nach Entfernung des überdimensionalen Lenindenkmals erhielt der Platz den bestehenden Namen. Ein Teil der Wohnbebauung Richtung Lichtenberger Straße gehört zum Platz der Vereinten Nationen. | |
| Proskauer Straße (Lage)             | 0530                                    | Proskau, Stadt in Oberschlesien, seit 1945 Prószków in Polen | 18. Okt. 1881                     | Im Bebauungsplan hieß sie zuerst Straße 61, Abt. XIII/2. Sie führt aus dem Bereich Entwicklungsgebiet Alter Schlachthof südwärts bis zur Frankfurter Allee. An ihr liegt der Forckenbeckplatz. Die Radwege wurden auf einer Gesamtlänge von etwa 1000 Metern im Auftrag der Senatsverwaltung für Umwelt, Verkehr und Klimaschutz und durch das landeseigene Unternehmen Infravelo als Bauherr und Projektsteuerer zwischen September und November 2018 mit grüner Farbe gekennzeichnet. | |
| Pufendorfstraße (Lage)              | 0300                                    | Samuel von Pufendorf (1632–1694), Natur- und Völkerrechtler | 3. Mai 1895                       | Der Verkehrsweg wurde als Straße 42c, Abt. XIII/2 des Bebauungsplans angelegt. Sie verläuft zwischen Friedenstraße (Nordosten) und Matthiasstraße (Südwesten). – Bemerkenswert ist ein archäologischer Fund aus dem Jahr 2016, der den ersten Armenfriedhof damals vor den Toren von Berlin zutage brachte. Die Grabungen und die Auswertung entsprechender Archivmaterialien ergaben, dass dieser Friedhof zwischen 1800 und 1881 in Nutzung war. Mindestens 4.000 beigesetzte Personen konnten bereits nachgewiesen werden. Die Bestattung erfolgte in einfachen offenen Holzkästen, meist wurden mehrere Tote in eine Kiste gelegt. Im Frühjahr 2017 sollen die Untersuchungen abgeschlossen sein. | Blick in Richtung Matthiasstraße |
| Revaler Straße (Lage)               | 0980                                    | Reval, Hauptstadt von Estland, seit 1918 Tallinn | 5. Sep. 1903                      | Im Bebauungsplan hieß sie zuerst Straße 12a, Abt. XIV. Sie führt vom Helsingforser Platz (Westen) bis zur Simplonstraße in mehrfacher leicht abgewinkelter Führung. Am Haus Nummer 99 befinden sich Gedenktafeln für die Widerstandskämpfer Fritz Fieber und Karl Kunger. Außerdem hatte die Deutsche Reichsbahn zu Beginn des 20. Jahrhunderts hier ein Ausbesserungswerk errichtet, das auch nach Gründung der DDR weiter benutzt wurde. Erst seit 1990 ist es geschlossen und dient jetzt kulturellen Zwecken als Zwischennutzung. | Revaler Straße |
| Richard-Sorge-Straße (Lage)         | 0890                                    | Richard Sorge (1895–1944), Journalist und Spion im Zweiten Weltkrieg | 17. Sep. 1969                     | Die Straße, gemäß Bebauungsplan zuerst Straße 41, Abt. XIII/2, erhielt am 8. März 1883 den Namen Tilsiter Straße nach der ostpreußischen Stadt Tilsit (seit 1945: Sowjetsk). Am nördlichen Ende der Straße stehen auf einem Eckgrundstück zur Landsberger Allee die denkmalgeschützten Reste der Aktien-Brauerei-Gesellschaft Friedrichshöhe. Einige Nutzgebäude dieser Anlage wurden um das Jahr 2000 abgerissen und an ihre Stelle kamen Neubauten, die einen Fußweg zum dahinter befindlichen Friedhof freihalten. Die Eckgebäude der neuen Wohnanlage sind wie Torhäuser gestaltet (linker Rand im Bild). An den Häusern Nummer 8, 10 und 65 sowie an der Ecke Weidenweg befinden sich Gedenktafeln für die Widerstandskämpfer Anna und Max Christiansen-Clausen, Heinz Nawrot (Nr. 10), Eugen Neutert (Nr. 65) und Richard Sorge. | Richard-Sorge-Straße |
| Rigaer Straße (Lage)                | 1250                                    | Riga, Hauptstadt von Lettland | 24. Juni 1893                     | Bei ihrer Erstanlage waren es die Straßen 58 und 58a, Abt. XIII/2 des Bebauungsplans. Zwischen 1890 und 1895 hieß sie Eckartsbergstraße. Am 19. Dezember 1912 wurde der gesamte Straßenzug bis zur Bahnlinie in Rigaer Straße umbenannt. Diese Straße verläuft nördlich parallel zur Frankfurter Allee und verbindet den Bersarinplatz mit der Pettenkoferstraße. Die Nummern 9/10 gehören zur Galiläakirche, die Nummer 81 ist das Schulgebäude des Heinrich-Hertz-Gymnasiums, beide stehen unter Denkmalschutz. An den Häusern Nummer 64 und 94 befinden sich Gedenktafeln für die Widerstandskämpfer Fritz Riedel und Ernst Pahnke. | Rigaer Straße |
| Rochowstraße (Lage)                 | 0180                                    | Friedrich Eberhard von Rochow (1734–1805), Pädagoge | 13. Sep. 1905                     | Angelegt wurde der Verkehrsweg als Straße 44a, Abt XIV, des Bebauungsplans. Von 1904 bis 1905 hieß die Straße nach Rudolf von Bennigsen Bennigsenstraße. Sie verbindet die Corinthstraße in Nord-Süd-Führung mit der Stralauer Allee. | Rochowstraße |
| Rotherstraße (Lage)                 | 0400                                    | Christian von Rother (1778–1849), preußischer Staatsminister | 15. Aug. 1898                     | Im Bebauungsplan hieß sie zuerst Straße 47a, Abt. XIV. Sie verbindet den Warschauer Platz (Westen) mit der Danneckerstraße (Osten) und verläuft nördlich parallel zur Stralauer Allee. In der Rotherstraße 8–11 soll bis 2026 ein vom Senat mit 4,6 Millionen Euro gefördertes „House of Games“ entstehen. | Rotherstraße |
| Rüdersdorfer Straße (Lage)          | 0850                                    | Rüdersdorf, Gemeinde in Brandenburg | 9. Feb. 1864 (mit Unterbrechung)  | Sie verbindet die Koppenstraße in südöstlicher Führung mit der Marchlewskistraße, danach setzt sie sich als Torellstraße fort. Im Bebauungsplan hieß sie zuerst Straße 11, Abt. XV. Am 17. Juli 1876 wurde die Verlängerung (Straße 32) in den Namen einbezogen. Zwischen dem 20. Juni 1989 und 30. November 1991 hieß sie Babeufstraße nach dem französischen sozialistischen Revolutionär François-Noël Babeuf. Unter der Nummer 20–27 steht die Ellen-Key-Schule. Die katholische St.-Antonius-Kirche, ein gelistetes Baudenkmal, verbirgt sich hinter der Straßenfront. Auf dem Gelände des ehemaligen Heizkraftwerks befindet sich die überregional bekannte Diskothek Berghain. | Kath. Kirche St. Antonius in der Rüdersdorfer Straße                                                                                               |
| Rudolfplatz (Lage)                  | 0160 × 60 (Trapezform)                  | anliegende Rudolfstraße | 15. Juli 1896                     | Im Bebauungsplan hieß die Grünfläche zuerst Platz H, Abt. XIV. Der Stadtplatz wird begrenzt von der Rudolfstraße (Norden), der Modersohnstraße (Osten), (Straße) Am Rudolfplatz (Süden) und Danneckerstraße (Westen). Auf zwei Seiten ist er von geschlossenen Häuserzeilen umgeben, auf der Nordseite liegt in einer weiteren Grünfläche die Kita des Jugendwerks Aufbau Ost e. V. (Rudolfstraße 15a), auf der Ostseite befindet sich die Emanuel-Lasker-Oberschule (Modersohnstraße). | Rudolfplatz |
| Rudolfstraße (Lage)                 | 0620                                    | Rudolf von Stralow († um 1288), damaliger Besitzer von Stralau | 3. Mai 1895                       | Im Bebauungsplan hieß sie zuerst Straße 47, Abt. XIV. Sie verläuft von der Warschauer Straße entlang des U-Bahn-Betriebswerks bis zur Modersohnstraße bzw. dem Beginn der Modersohnbrücke. Von Süden münden auf die Rudolfstraße die Ehrenbergstraße, die Lehmbruckstraße und die Danneckerstraße. Kurz vor dem Rudolfplatz befindet sich das Gemeindehaus der Zwingli-Kirche. | Rudolfstraße |
| Rummelsburger Platz (Lage)          | 0110 × 30 (× 10) (Trapezform)           | Berlin-Rummelsburg, Ortsteil des Bezirks Lichtenberg | 3. Mai 1862                       | Die Grünfläche wurde gemäß dem Bebauungsplan zuerst als Platz C, Abt. XV angelegt. Er liegt nördlich einem Teilstück der East Side Gallery gegenüber. | Rummelsburger Platz |
| Samariterplatz (Lage)               | 0085 × 35 (oval)                        | Samariterkirche | 4. Apr. 1895                      | Der Platz hieß bei seiner Erstanlage gemäß Hobrecht-Plan zunächst Platz OI, Abt. XIII/2. (*): Eine amtliche Namensgebung auf Samariterplatz ist nicht dokumentiert. Zur Kennzeichnung des Bereiches um die Samariterkirche taucht dieser Name aber in Adressbüchern und anderen Materialien auf. Auch fehlt ein entsprechendes offizielles Schild. Der Platz um die Kirche herum wird vollständig von der Nord- und Südfahrbahn der Bänschstraße umgeben. Direkt östlich neben der Kirche gibt es einen Spielplatz. Seit dem Jahr 2006 werden die gesperrten Fahrbahnen der Bänschstraße für einen Kiez-Weihnachtsmarkt genutzt. | Grünanlage an der Bänschstraße mit Samariterkirche; inoffiziell Samariterplatz                                                                     |
| Samariterstraße (Lage)              | 0615                                    | Samariterkirche | 4. Apr. 1895                      | Der Verkehrsweg entstand aus den Straßen 63 und 63a, Abt. XIII/2 des Bebauungsplans. Die Samariterstraße verbindet die Eldenaer Straße mit der Frankfurter Allee und verläuft in Nord-Süd-Richtung. | Samariterstraße |
| Scharnweberstraße (Lage)            | 0910                                    | Georg Scharnweber (1816–1894), Berliner Jurist, Politiker | 1893                              | Gemäß dem Bebauungsplan wurde sie als Straße 32, Abt. XIV, angelegt. Sie verläuft südlich parallel zur Frankfurter Allee zwischen Mainzer Straße (Westen) und Gürtelstraße (Osten). Am Haus Nummer 19 befindet sich eine Gedenktafel für die Widerstandskämpferin Clara Grunwald. Sie hatte hier in der Gemeindeschule das zweite Berliner Montessori-Volkskinderhaus gegründet. | Scharnweberstraße |
| Schleidenplatz (Lage)               | 0080 × 70 × 65                          | Matthias Jacob Schleiden (1804–1881), Botaniker | 23. Aug. 1905                     | Bei der Anlage des dreieckigen Platzes zwischen 1874 und 1881 erhielt er gemäß Bebauungsplan die Bezeichnung Platz R 1, Abt. XIII/2. Der Schleidenplatz wird begrenzt von Rigaer Straße, Pettenkofer- und Waldeyerstraße. Er gilt als „Tor“ zum Samariterviertel. | Schleidenplatz |
| Schulweg (Lage)                     | 0180                                    | Schule, die hier vorhandenen Schulen | 1. Aug. 1997                      | Der beim Bau der Spartacus-Grundschule in der Friedenstraße und den Um-/Neubau der Margarethe-von-Witzleben-Schule für Schwerhörige in der Palisadenstraße entstandene schmale Fußweg wurde erst nach der Wende benannt. | |
| Schreinerstraße (Lage)              | 0770                                    | Otto Schreiner (1816–1898), Berliner Kommunalpolitiker | 15. Juli 1896                     | Gemäß dem Bebauungsplan hieß sie zuerst Straße 58b, Abt. XIII/2. Sie verbindet die Proskauer (Ost) mit der Pettenkoferstraße (Westen) nördlich parallel zur Frankfurter Allee. | |
| Seumestraße (Lage)                  | 0405                                    | Johann Gottfried Seume (1763–1810), Schriftsteller | um 1905                           | Der Straßenzug ist verzeichnet im Hobrecht-Plan, Abt. XIV, die Nummer der Straße ist jedoch nicht überliefert. Bei der Namensvergabe befand sich entlang des Verkehrsweges noch keinerlei Bebauung, wie aus dem Adressbuch des Jahres 1905 hervorgeht. Sie verläuft geradlinig vom Wismarplatz bis zur Simplonstraße. | Seumestraße |
| Siegfried-Hirschmann-Park (Lage)    | 070                                     | Siegfried Hirschmann (1863–1942), Unternehmer | 8. Sep. 2017                      | Der Privatweg liegt im Wohnquartier Box Seven, das sich zwischen Boxhagener, Holtei- und Weserstraße befindet. | |
| Silvio-Meier-Straße (Lage)          | 0190                                    | Silvio Meier (1965–1992), Hausbesetzer | 26. Apr. 2013                     | Von der Frankfurter Allee nordwärts abgehend endet die Straße an der Rigaer Straße. Zuerst wurde sie laut Bebauungsplan als Straße 63b bezeichnet. Bis zum 26. April 2013 hieß die Straße Gabelsbergerstraße, nach dem Erfinder und Stenograf Franz Xaver Gabelsberger (1789–1849). Die von der BVV Friedrichshain-Kreuzberg beschlossene Umbenennung nach Silvio Meier, einem 1992 von Neonazis getöteten Hausbesetzer und Aktivisten der links-alternativen Szene, anlässlich seines 20. Todestages am 21. November 2012 konnte aufgrund der Klage eines ansässigen Geschäftsmannes zunächst nicht umgesetzt werden. Die Klage wurde zurückgezogen, somit wurde die Umbenennung am 26. April wirksam. | |
| Simon-Dach-Straße (Lage)            | 0570                                    | Simon Dach (1605–1659), Dichter | 22. Aug. 1903                     | Gemäß dem Bebauungsplan hieß ein Teil der Straße 14, Abt. XIV, in die der übrige Teil am 15. September 1903 einbezogen wurde. Sie reicht nun von der Boxhagener Straße (als Verlängerung der Niederbarnimstraße) bis zur Revaler Straße. Am Haus Nummer 33 befindet sich eine Gedenktafel für den Widerstandskämpfer Rudolf Paetzold. Seit dem Ende des 20. Jahrhunderts ist diese Straße wegen ihrer zahlreichen Szenekneipen weit über Berlin hinaus bekannt geworden. | Simon-Dach-Straße |
| Simplonstraße (Lage)                | 0840                                    | Simplon, Alpenpass in der Schweiz | 15. Sep. 1906                     | 1906 erhielt der östliche Teil der Kopernikusstraße von der Wühlisch- bis zur Lenbachstraße den Namen Simplonstraße. 1939 wurde die Verlängerung bis zur Neuen Bahnhofstraße, die bis dahin Ludwig-Lehmann-Straße hieß, auch als Simplonstraße benannt. Unter der Hausnummer 31–37 befindet sich als Baudenkmal die Offenbarungskirche (Kirchengebäude, Gemeinde- und Pfarrhaus). | Simplonstraße |
| Singerstraße (Lage)                 | 0850 (im Ortsteil)                      | Paul Singer (1844–1911), Mitbegründer und Vorsitzender der SPD | 31. Juli 1947                     | Die Straße verläuft in West-Ost-Richtung zwischen Schillingstraße und Franz-Mehring-Platz. Der Abschnitt zwischen Schilling- und Lichtenberger Straße liegt im Ortsteil Mitte. Zuerst hieß sie Grüner Weg bzw. Der grüne Weg (vor 1748), von 1926 bis 1933 Paul-Singer-Straße, dann bis 1947 Brauner Weg. Die Straße ist Hauptschauplatz des Films Die Legende von Paul und Paula. | Bernhard-Rose-Schule in der Singerstraße 87 · Singerstraße                                                                                         |
| Sonntagstraße (Lage)                | 0500                                    | Johann Gottfried Sonntag (1750–1822), Grundbesitzer | um 1901                           | Gemäß dem Bebauungsplan hieß sie zuerst Straße 26a, Abt. XIV. Um 1893 war ihre Trasse auf Stadtplänen bereits eingetragen, aber sie trug noch keinen Namen. Die Sonntagstraße verläuft in Nordwest-Südost-Richtung zwischen Wühlischstraße und S-Bahnhof Ostkreuz. | Sonntagstraße |
| Stralauer Allee (Lage)              | 1300                                    | Ortslage Stralau | 7. Juni 1896                      | Auf einer Karte von 1874 war in dieser Trasse von der Warschauer Straße bis zum Markgrafendamm die Straße Vor dem Stralauer Thore eingezeichnet. Sie wurde gemäß dem Bebauungsplan um 1900 als Straße 41, Abt. XIV, geführt. Diese verkehrsreiche Straße verläuft etwa in Ost-West-Richtung zwischen Am Oberbaum/Mühlenstraße nahe dem Ostbahnhof und Markgrafendamm/Elsenbrücke. An seiner Südseite erstreckt sich das Gelände des ehemaligen Osthafens, deren historische Gebäude allesamt unter Denkmalschutz stehen. | Stralauer Allee |
| Stralauer Platz (Lage)              | 0370 × 180                              | anliegende Stralauer Straße | 24. Feb. 1823                     | Der im 18. Jahrhundert neben dem Königlichen Holzmarkt vorhandene Platz erhielt 1823 seinen Namen. Nachdem die im Zweiten Weltkrieg zerstörten Bauten beseitigt waren und die Ausfallstraße verbreitert worden war, ist der Stralauer Platz eine von einer geteilten Kraftfahrstraße durchschnittene Fläche als Bindeglied zwischen der Holzmarktstraße und der Mühlenstraße, zwischen der Andreasstraße (Westen) und Straße der Pariser Kommune (Osten). Hier gibt es einen Baudenkmalskomplex vom Anfang des 20. Jahrhunderts (siehe unteres Bild). | Stralauer Platz · Energieforum (rechts), anschließend Zentralmagazin, Torhaus, eh. Kontorhaus; vom Hof aus gesehen                                 |
| Straße der Pariser Kommune (Lage)   | 1030                                    | Pariser Kommune, Pariser Stadtrat März bis Mai 1871 | 17. März 1971                     | Im 18. Jahrhundert hieß sie Bullen-Winckel (vor 1735–1801), dann Bullen-Gasse (vor 1801–1820) und schließlich Fruchtstraße (1820–1971). Sie verläuft von Nord (Karl-Marx-Allee) nach Süd (Stralauer Allee/Stralauer Platz), wobei sie den Franz-Mehring-Platz durchschneidet und den Ostbahnhof tangiert. | Straße der Pariser Kommune |
| Straßmannstraße (Lage)              | 0610                                    | Wolfgang Straßmann (1821–1885), Berliner Politiker und Sozialreformer | 4. Aug. 1897 mit Unterbrechungen  | Zuerst waren es gemäß Bebauungsplan die Straßen 43b und 46b, Abt. XIII/2. Der Straßenzug trug zwischen 1938 und dem 31. Juli 1947 den Namen Ermelerstraße. Sie verläuft zwischen Richard-Sorge-Straße und Hausburgstraße. Das Haus mit der Nummer 14 ist ein denkmalgeschütztes Schulgebäude. | |
| Strausberger Platz (Lage)           | 0150 × 130 (ovale Form)                 | die weiter nördlich liegende, ursprünglich auf den Platz mündende Strausberger Straße | vor 1906                          | Er ist bereits 1906 als Platz am Zusammentreffen der Krautstraße, Weberstraße, Strausberger Straße und Großen Frankfurter Straße namentlich in einem Stadtplan eingetragen. Mit dem Neuaufbau der Stalinallee wurde er einige Meter weiter westlich verlegt. Es war geplant, das 1951 gegenüber der Deutschen Sporthalle errichtete Stalindenkmal auf den Strausberger Platz zu versetzen. Bis zur Fertigstellung der Bebauung und der neuen Trassen um 1955 wurde er als Kreisverkehr gestaltet und mit einem Springbrunnen aus dem Atelier von Fritz Kühn geschmückt. | Strausberger Platz |
| Strausberger Straße (Lage)          | 0300                                    | Strausberg, Stadt in Brandenburg | 7. März 1864                      | Der Verkehrsweg, anfangs Straussberger Straße geschrieben, reichte vom Landsberger Platz über die Palisadenstraße bis zur Frankfurter Straße am „alten“ Strausberger Platz. Nach den Kriegszerstörungen und dem anschließenden Neuaufbau der Wohngegend wurde sie erst 1952, dann 1971 verkürzt. In der bestehenden Trassierung verläuft sie zwischen Friedenstraße und Palisadenstraße. | Strausberger Straße · Strausberger Straße |
| Tamara-Danz-Straße (Lage)           | 0470                                    | Tamara Danz (1952–1996), Sängerin und Frontfrau der Gruppe Silly | 16. Nov. 2006                     | Die Straße wurde auf dem früheren Wriezener Güterbahnhof 2006 angelegt und gehört zum Einzugsbereich der Uber Arena. Sie zweigt an der Stralauer Allee erst nach Norden ab und macht dann einen Schwenk Richtung Warschauer Brücke, die sie jedoch unterquert. | Tamara-Danz-Straße |
| Thaerstraße (Lage)                  | 0230 (im Ortsteil)                      | Albrecht Daniel Thaer (1752–1828), Begründer der Agrarwissenschaften | 18. Okt. 1881                     | Gemäß dem Bebauungsplan hieß sie zuerst Straße 50, Abt. XIV. Der nordöstliche Abschnitt der Straße verläuft in Prenzlauer Berg. | |
| Torellstraße (Lage)                 | 0160                                    | Otto Torell (1828–1900), schwedischer Glaziologe und Polarforscher | 11. Juni 1902                     | Gemäß dem Bebauungsplan hieß sie zuerst Straße 10a, Abt. XI. Sie ist die südliche Begrenzung des Comeniusplatzes und bildet ein Bindeglied zwischen Rüdersdorfer Straße und Kopernikusstraße. | Torellstraße |
| Traveplatz (Lage)                   | 0160 × 60                               | anliegende gleichnamige Straße | 1908                              | Gemäß dem Bebauungsplan hieß die Grünfläche zuerst Platz F, Abt. XIV. Der Platz wird von der Travestraße (Norden), Jessnerstraße (Osten), Oderstraße (Süden) und Weichselstraße (Westen) begrenzt und ist gärtnerisch gestaltet. Auf dem Platz stehen die Bronzeskulpturen Sitzende und Gitarrenspieler des Bildhauers Siegfried Krepp. | Traveplatz |
| Travestraße (Lage)                  | 0160                                    | Trave, Fluss in Schleswig-Holstein | 1905                              | Gemäß dem Bebauungsplan hieß sie zuerst Straße 50, Abt. XIV. Sie begrenzt den Traveplatz; mittig geht nach Norden die Müggelstraße ab. | Travestraße |
| Tunnelstraße (Lage)                 | 0520                                    | Spreetunnel zwischen Stralau und Treptow, 1895–1899 gebaut | 1900                              | Vorher hieß der Verkehrsweg Verlängerte Dorfstraße, als der Tunnel noch nicht eröffnet war. Der namensgebende Tunnel für eine ehemalige Straßenbahn ist noch vorhanden, jedoch seit dem Ende des Zweiten Weltkriegs geflutet. Der Tunnel selbst sowie die Anfahrtsrampe stehen in der Berliner Denkmalliste. Im Nordwestbereich der Tunnelstraße steht die denkmalgeschützte Dorfkirche Stralau auf dem Stralauer Friedhof. | Tunnelstraße |
| Uber Platz (Lage)                   | 0160 × 160                              | Uber Arena | 10. März 2025                     | Der 2008 geschaffene Platz wird durch die Mildred-Harnack-Straße, die Mühlenstraße, die Hedwig-Wachenheim-Straße und die Veranstaltungshalle begrenzt. Von 2008 bis November 2015 trug er die Bezeichnung O2-Platz. Danach wurde für den neuen Namensrechtegeber der 'Arena' , die Mercedes-Benz AG, der Name des Platzes zu Mercedes-Platz geändert. Mit dem Namenswechsel von Mercedes-Benz Arena zu Uber Arena wurde der Platz von den anliegenden Einrichtungen ab März 2024 als Uber Platz bezeichnet. Der amtliche Namenswechsel erfolgte im März 2025 durch Veröffentlichung im Amtsblatt. | O2-Platz 2015 · Mercedes-Platz 2019 |
| Valeska-Gert-Straße (Lage)          | 0180                                    | Valeska Gert (1892–1978), Tänzerin und Kabarettistin | 16. Nov. 2006                     | Die Straße wurde auf dem früheren Güterbahnhof 2006 angelegt und gehört zum Einzugsbereich der Uber Arena. | Valeska-Gert-Straße |
| Virchowstraße (Lage)                | 0500 (im Ortsteil)                      | Rudolf Virchow (1821–1902), Pathologe | 17. März 1891                     | Im Hobrechtschen Bebauungsplan wurde sie als Straße 32, Abt. XIII/2, bezeichnet. Das nördliche Stück der Straße verläuft im Volkspark Friedrichshain und bildet die Grenze zwischen den Ortsteilen Friedrichshain und Prenzlauer Berg. Die Verbindung zum südlichen Straßenabschnitt besteht nur als Fuß- und Radweg. Auf einer Seite des südlichen Straßenabschnitts befinden sich die Mauer und die Ein- und Ausfahrt für Wirtschafts- und Rettungsfahrzeuge zum Klinikum im Friedrichshain. | |
| Voigtstraße (Lage)                  | 0600                                    | Ferdinand Voigt (1836–1905), Berliner Kommunalpolitiker | 13. Apr. 1904                     | Die Voigtstraße entstand aus der Straße 67, Abt. XIII/2 des Bebauungsplans und durch Einbeziehung der Verlängerung, Straße 67a (am 13. September 1905). Sie geht südwärts von der Pettenkoferstraße ab und mündet auf die Frankfurter Allee. | Blick in die Voigtstraße, südwärts |
| Waldeyerstraße (Lage)               | 0220                                    | Wilhelm von Waldeyer (1836–1921), Anatom | 28. Juni 1907                     | Gemäß dem Bebauungsplan hieß sie zuerst Straße 66b, Abt. XIII/2. Eine inoffizielle Bezeichnung als Mühlenweg verschwand bald wieder. Sie verbindet die Pettenkoferstraße mit der Frankfurter Allee und tangiert den Schleidenplatz. | |
| Wanda-Kallenbach-Straße (Lage)      | 0060                                    | Wanda Kallenbach (1902–1944), Opfer des NS-Regimes | 16. Nov. 2006                     | Die Straße wurde auf dem früheren Güterbahnhof 2006 angelegt und gehört zum Einzugsbereich der Uber Arena. | Wanda-Kallenbach-Straße |
| Warschauer Platz (Lage)             | 0330 × 25                               | anliegende gleichnamige Straße | 1. Apr. 1896                      | Im Bebauungsplan hatte er die Bezeichnung Platz L, Abt. IV, erhalten. Die Straße auf der Ostseite des Platzes hieß bis um 1943 Am Warschauer Platz und wurde bis etwa 1948 in den Warschauer Platz einbezogen. Die Anlage ist gleichzeitig eine Straße und ein Platz zwischen den Bahnanlagen und der Stralauer Allee parallel zur Warschauer Straße jenseits der U-Bahn-Trasse. Erwähnenswert ist der am nördlichen Ende stehende Treppenpavillon, der vom Warschauer Platz zum U-Bahnhof Warschauer Straße hinaufführt und bei den Einwohnern auch als „Mäuseturm“ bekannt ist. | Warschauer Platz · Berlin-Friedrichshain Warschauer Platz Höhere Webeschule                                                                        |
| Warschauer Straße (Lage)            | 1600                                    | Warschau, Hauptstadt von Polen | 1. Apr. 1874                      | Gemäß dem Bebauungsplan hieß sie zuerst Straße 11, Abt. XIV. Sie verläuft vom Frankfurter Tor über die Warschauer Brücke und endet an der Stralauer Allee. An den Häusern Nummer 46, 47 und 60 befinden sich Gedenktafeln für die Widerstandskämpfer Georg Pinke, Herbert Firl und Heinrich Thieslauk. | Warschauer Straße |
| Wedekindstraße (Lage)               | 0300                                    | Frank Wedekind (1864–1918), Schriftsteller | 26. Juli 1951                     | Der erste Name der Straße war ab 1873 Posener Straße nach der ehemaligen deutschen Stadt Posen, seit 1945 Poznań in Polen. – Sie verbindet die Rüdersdorfer mit der Gubener Straße und führt dann als Grünberger Straße weiter ostwärts. Die Gebäude Wedekindstraße 7–15, 10, 17–25 sind Teil eines größeren Baudenkmalkomplexes um die Karl-Marx-Allee. Auf dem Foto ist das Bauensemble aus ehemaliger Polizeidirektion und Feuerwehr zu sehen, ebenfalls ein gelistetes Baudenkmal. | Wedekindstraße mit Baudenkmal Polizeidirektion |
| Weichselstraße (Lage)               | 0350                                    | Weichsel, Strom in Polen | 13. Sep. 1905                     | Gemäß dem Bebauungsplan hieß sie zuerst (1877) Straße 33, Abt. XIV. Sie verbindet die Frankfurter Allee mit der Weserstraße und findet in der Holteistraße ihre südliche Fortsetzung. | Weichselstraße |
| Weidenweg (Lage)                    | 1070                                    | Weideland, das sich zuvor hier befand | um 1874                           | Im Jahr 1859 wurde der Weidenweg angelegt, blieb aber zunächst namenlos. Auf dem Stadtplan von Berlin 1875 ist er als östliche Verlängerung der Pallisadenstraße namentlich eingezeichnet. Am 18. Oktober 1881 wurde seine Verlängerung, die Straße 45 und ein Teil der Straße 57 (vom Platz N bis Platz R) hinzugefügt. Der Weidenweg verläuft nun als Verlängerung der Palisadenstraße nördlich parallel zur Karl-Marx-Allee und führt über den Bersarinplatz bis zum Forckenbeckplatz. Auf einem kleinen östlichen Abschnitt liegen Straßenbahnschienen. An der Ecke Bersarinplatz (Baulücke südwestlich) wurde 2011 ein neues Seniorendomizil errichtet. | |
| Weinstraße (Lage)                   | 0280                                    | zwei nicht mehr existierende Weinberge („Beiersdorfer Weinberg“ und „Sametzkischer Weinberg“), zu denen die Straße führte                                                                                              | 16. Nov. 1830                     | Am 23. August 1841 erhielt die Verbindung der damaligen Mehnerstraße bis zur Stadtmauer am Büschingplatz den Namen Weinstraße. Der Abschnitt zwischen der ehemaligen Gollnow- und der Mehnerstraße wurde am 9. August 1963 wieder ausgegliedert. Die Weinstraße verläuft nun zwischen Friedenstraße (NO) und Barnimstraße (SW) geradlinig durch das Wohngebiet. | Weinstraße |
| Weisbachstraße (Lage)               | 0110                                    | Valentin Weisbach (1843–1899), Bankier und Vorsitzender des 1888 gegründeten Vereins zur 'Verbesserung der kleinen Wohnungen in Berlin' sowie Käufer des Grundstücks, an dem später die Weisbachstraße angelegt wurde. | 9. Jan. 1901                      | Im Bebauungsplan wurde sie als Straße 48a, Abt. XIII/2, geführt. Die Wohnhäuser des Komplexes Eberty-, Ebeling-, Kochhann- und Weisbachstraße 1–8 wurden nach Plänen des Architekten Alfred Messel errichtet und stehen unter Denkmalschutz. | Weisbachstraße von der Kochhannstraße Richtung Ebelingstraße gesehen                                                                               |
| Weserstraße (Lage)                  | 0710                                    | Weser, Fluss in Norddeutschland | vor 1901                          | Gemäß dem Bebauungsplan hieß sie zuerst Straße 31, Abt. XIV. Sie führt von der Kreuzung Colbestraße / Boxhagener Straße am Wismarplatz südostwärts bis zur Gürtelstraße. An der Weserstraße 44/45 befindet sich eine ehemalige denkmalgeschützte Fabrik. | Weserstraße |
| Wilhelm-Stolze-Straße (Lage)        | 0360                                    | Wilhelm Stolze (1798–1867), Erfinder einer Kurzschrift | 23. Sep. 1898                     | Gemäß dem Bebauungsplan hieß sie zuerst Straße 41b, Abt. XIII/2. Als im Bereich Leninallee / Richard-Sorge-Straße / Dimitroffstraße neue Wohnkomplexe 1965/1966 entstanden, wurde der frühere nördliche Abschnitt dieser Straße aufgehoben. Sie verbindet nunmehr die Straßmann- mit der Kochhannstraße und führt dann als Fußweg an einer Kinderkombination vorbei bis zur Straße An der Brauerei. Am Haus Nummer 31 befindet sich eine Gedenktafel für den Widerstandskämpfer Georg Müller. | |
| Wismarplatz (Lage)                  | 0060 × 25 × 40 (dreieckig)              | Wismar, Stadt in Mecklenburg-Vorpommern | 5. Sep. 1903                      | Er wurde im Bebauungsplan als Platz E, Abt. XIV, geführt. Der Stadtplatz liegt südlich der Boxhagener Straße. Er ist lediglich ein kleiner mit Rasen und Büschen eingefasster Platz mit Bänken. Seine westliche und südliche Begrenzung sind Straßenabschnitte, die jedoch ebenfalls Wismarplatz heißen. Sie sind 50 m und 70 m lang. Schräg gegenüber, nördlich der Boxhagener Straße, ist eine größere Parkfläche als Spielplatz gestaltet, die von der Weserstraße und der Jungstraße begrenzt wird. | |
| Wriezener Karree (Lage)             | 0650                                    | Wriezener Bahnhof, der von 1903 bis 1949 Kopfbahnhof der Bahnstrecke nach Wriezen war | 1986                              | Das Karree verläuft von der Straße der Pariser Kommune ostwärts auf dem früheren Gelände des Wriezener Bahnhofs mit einem Knick nach Süden bis An der Ostbahn und gleichzeitig bildet sie ein „U“ zurück zur Pariser Kommune. Sie folgt damit fast exakt den früher hier vorhanden gewesenen Straßen Am Ostbahnhof und Friedrichsfelder Straße. | Wriezener Karree |
| Wühlischplatz (Lage)                | 0100 × 50 (Dreieckform)                 | August Wühlisch (1805–1886), Kaufmann und Grundbesitzer | um 1901                           | Bei seiner Anlage gemäß dem Bebauungsplan erhielt er die Bezeichnung Platz G, Abt. XIV. Die umzäunte kleine Grünanlage wurde zuletzt 1995 umgestaltet. Sie wird umgeben von Wühlisch-, Holtei- und Sonntagstraße. | Wühlischplatz |
| Wühlischstraße (Lage)               | 0870                                    | August Wühlisch (1805–1886), Kaufmann und Grundbesitzer | um 1901                           | Im Bebauungsplan des 19. Jahrhunderts gibt es lediglich angedeutete Trassierungen zwischen der Warschauer Straße und der Colonie Boxhagen, 1901 ist diese Straße bereits mit ihrem Namen eingetragen. Sie führt von der Simon-Dach-Straße, als Fortsetzung der Kopernikusstraße südostwärts bis zur Boxhagener Straße. An ihr liegen der Wühlischplatz und der Caroline-Herschel-Platz. | Wühlischstraße |
| Zellestraße (Lage)                  | 0190                                    | Robert Zelle (1829–1901), Berliner Oberbürgermeister | 4. Apr. 1895                      | Angelegt wurde sie als Straße 59b, Abt. XIII/2, des Bebauungsplans. Die Straße verläuft von der Rigaer Straße nach Norden bis zum Forckenbeckplatz. Hier befinden sich die Friedrichshainer Musikschule (Bild) mit einem renovierten Konzertsaal in einem Baudenkmal aus dem Jahr 1914. | Musikschule in der Zellestraße |

## Nicht mehr vorhandene Straßen und Plätze

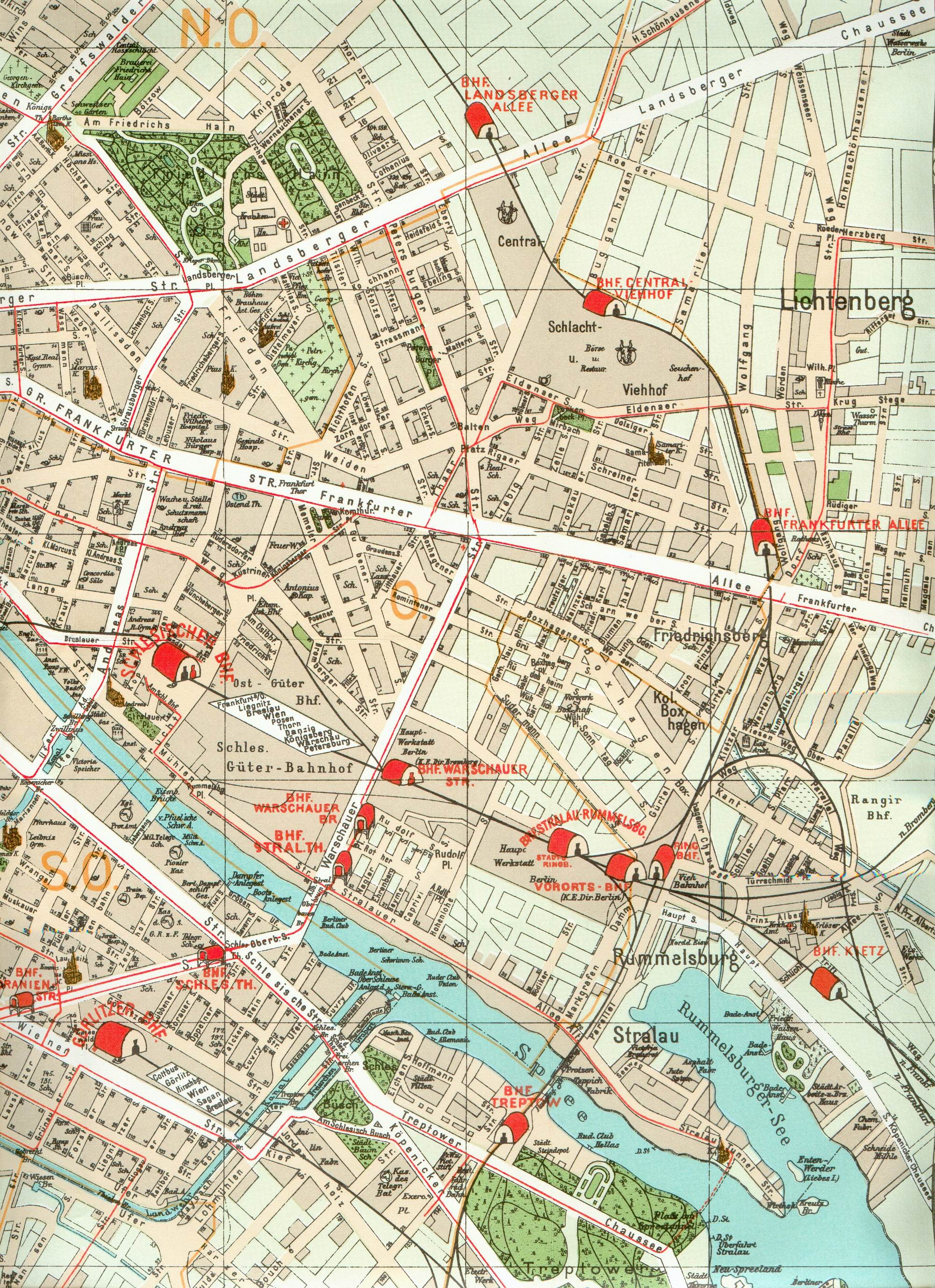
Friedrichshain auf einem historischen Stadtplan von 1902

- Am Warschauer Platz: Verbindungsstraße zwischen Warschauer Platz und Rotherstraße, die zwischen 1946 und 1948 in den Warschauer Platz einbezogen wurde.
- An der Bartholomäuskirche: Nach der St. Bartholomäuskirche östlich der Otto-Braun-Straße. Die Straße wurde zwischen 1946 und 1948 aufgehoben.
- Andreasplatz: Es war eine kleine Grünanlage zwischen Grünem Weg und der Kleinen Andreasstraße. Sie wurde zum 25. April 1865 fertiggestellt und nach der anliegenden Andreasstraße benannt. Als Schmuck wurden in folgenden Jahren ein Springbrunnen (1898), eine dreigeteilte gerundete Marmorbank und Figurengruppen aufgestellt. Die Figuren stellten eine „Vatergruppe“ (Bildhauer Wilhelm Haverkamp) und eine „Muttergruppe“ dar (Bildhauer Edmund Gomansky) und waren aus hellem Marmor.[149] Nach dem Zweiten Weltkrieg verschwand der Platz.
- Augsburger Straße: 1874 im Berliner Adressbuch aufgeführt. 1881 wurde der Name amtlich gelöscht, später verlief die Liebigstraße auf dieser Trasse.[150]
- Brommystraße: Die Brommystraße (benannt nach dem Admiral Karl Rudolf Brommy) führte von Kreuzberg nach Friedrichshain südöstlich des Ostbahnhofs auf der Brommybrücke über die Spree. Nach der Zerstörung der Spreebrücke im Zweiten Weltkrieg wurde die Straße geteilt. Der kurze Stummel auf Friedrichshainer Seite wurde noch bis in die 1960er Jahre als Brommystraße bezeichnet.[151] Für das Kreuzberger Teilstück wird der Name nach wie vor verwendet.
- Büschingplatz Platz, der wie die angrenzende Büschingstraße nach dem Theologen Anton Friedrich Büsching benannt wurde. Er wurde bei der Neubebauung des Areals um den Leninplatz (seit 1992 Platz der Vereinten Nationen) um 1966 aufgegeben.[152]
- Elisabethstraße, bis 1963 existierende Parallelstraße südlich der Landsberger Straße zwischen Alexanderplatz und ebenfalls 1963 eingezogenen Waßmannstraße. Die Straße wurde 1831 nach Elisabeth Ludovika von Bayern, später Königin von Preußen benannt, vorher hieß sie Baumstraße.[152] Der größte Teil der Straße lag in Berlin-Mitte.
- Friedrichsfelder Straße, nach Berlin-Friedrichsfelde. Die Straße wurde 1876 benannt und 1986 bei der Bebauung des Gebietes aufgehoben, ein Teil der Straße bildet die Straße Wriezener Karree.
- Gollnowstraße östliche Verlängerung der Linienstraße, deren Namen sie bis um 1778 trug. Danach wurde sie nach dem Mauermeister Johann Gollnow benannt. 1963 wurde die Straße aufgehoben.
- Hahnstraße, bis ca. 1972 bestehende Straße zwischen Boxhagener Straße und Wühlischplatz, um 1912 nach Ernst Hahn benannt, Kommunalpolitiker in der Gemeinde Boxhagen-Rummelsburg zu der die Straße gehörte.[152]
- Insterburger Straße, 1893 nach der Stadt Insterburg, seit 1945 Tschernjachowsk benannt, verlief zwischen der Auerstraße und dem Weidenweg und wurde 1958 aufgehoben.[152]
- Komtureiplatz: 1895 nach einer Komturei des Deutschritterordens benannter Platz an der Frankfurter Allee und der Gubener Straße, der bis 1964 bestand.
- Mehnerstraße: Die Mehnerstraße (nach dem Grundbesitzer Carl Gottfried Mehner; † um 1836) verlief vom Büschingplatz nach Nordwesten. Sie wurde 1963 bei der Neubebauung des Gebietes eingezogen.
- Markusstraße, nach der 1944 zerstörten St. Markuskirche. Die Straße verlief von der Michaelbrücke zum Strausberger Platz. Um das Jahr 1969 wurde die Straße bei der Neubebauung des Gebietes aufgehoben, etwa in ihrer Lage verläuft die Verlängerung der Lichtenberger Straße.
- Müncheberger Straße, 1874 nach der Stadt Müncheberg benannt, verband die Koppen- mit der Fruchtstraße, umfasste 31 bebaute Parzellen und fiel ca. 1972 weg.[152]
- Schmückertstraße, nach dem Politiker Gottlieb Heinrich Schmückert 1907 benannt. Kurze Straße zwischen der Modersohn- und der Rochowstraße wurde 1958 eingezogen.[152]
- Tübbeckestraße: die kurze Straße verlief in Verlängerung der Persiusstraße zwischen dem Markgrafendamm und dem Damm der Berliner Ringbahn. Der nicht vor 1912 bekannte Name stammt vom Grundbesitzer und Kommunalpolitiker Julius Tübbecke. Ab 1966 entfiel der Name.[152]
- Waßmannstraße, verlief zwischen Büschingplatz und der Karl-Marx-Allee. Bei der Errichtung des Neubaugebietes wurde sie am 9. August 1963 zusammen mit einigen umliegenden Straßen eingezogen. Der Name stammt vom Grundbesitzer David Waßmann. Den Namen trug die Straße seit 1831, vorher hieß sie Waßmann-Gasse.[152]
- Weberstraße, verlief zwischen Büschingplatz und Strausberger Platz in Verlängerung des Straßenzuges Linienstraße-Gollnowstraße. Bis 1821 hieß sie ebenfalls Linienstraße, bevor sie nach den ansässigen Webereien ihren späteren Namen bekam. Zum 9. August 1963 wurde sie wie andere Straßen in der Umgebung eingezogen.

## Weitere Grünflächen oder Anlagen im Ortsteil

### Parks
| Name                                                           | Fläche (gerundet in m²) | Namensherkunft                                         | Datum der Benennung | Anmerkungen | Bild                                                 |
| -------------------------------------------------------------- | ----------------------- | ------------------------------------------------------ | ------------------- | --- | ---------------------------------------------------- |
| East-Side-Park (Lage)                                          | 016.200                 | East Side Gallery                                      | 2009                | Die Anlage des Parks zwischen ehemaliger Mauer und Spreeufer erfolgte ab 2007, nach einer langen Phase der Vorbereitung. Er ist 1,6 Hektar groß und verursachte Baukosten von rund 1,4 Millionen Euro. Er ist im Frühjahr 2012 noch nicht zusammenhängend; es gibt einen westlichen Bereich, mit Uferweg und dem historischen Postenweg. Gemäß einer Bronzetafel an einem Findling wurden hier im April 2005 von japanischen Bürgern gespendete Kirschbäume im Zuge der Spendenaktion Sakura-Campaign gepflanzt. Sie drückten damit ihre Freude über die deutsche (Wieder-)Vereinigung aus. Die Aktion ging vom Sakura-Organisationskomitee aus und wurde vom TV Asaki Network unterstützt. Das Motto für diesen Teil des Parks lautet: „Unter den Zweigen der Kirschbäume in Blüte ist keiner ein Fremder hier.“ Der weiter östlich liegende Teil des East-Side-Parks besitzt eine Uferpromenade, einen Schiffsanlegeplatz und ein Imbisshäuschen mit Aussichtsplattform. | Eastside-Park, teil 1 · Teil 2                       |
| Park an der Spree (Lage)                                       | 020.000                 | liegt an der Spree                                     | 2010                | Der Park sollte nach Angaben des Bezirksamtes Friedrichshain-Kreuzberg bereits im Jahr 2010 fertiggestellt worden sein. Verantwortlich ist die Deutsche Bahn AG, die die Fläche als Ausgleichsmaßnahme herrichten muss. Im Mai 2015 waren erste Baumaßnahmen zu erkennen. | Entrümpelung im zukünftigen Park hat begonnen (2015) |
| amtlich namenlos; Pocket-Park und Ritterhof (wahlweise) (Lage) | 003000                  | Pocket (englisch) für „Tasche“, also sinngemäß „klein“ |                     | Das amtliche Schild für die „geschützte Grünanlage“ weist keinen Namen aus. Bei OpenStreetMap steht sie unter Pocket-Park; auf der Informationstafel der Wasserstadt Stralau heißt sie Ritterhof. |                                                      |
| Strela-Park (Lage)                                             | 002600                  | Anlehnung an alte Schreibweise von Stralau             | 1998                | Ein mit alten Bäumen besetztes schmales Areal nördlich von Alt-Stralau, das bis an den Uferbereich des Rummelsburger Sees heranreicht. Etwa in der Mitte westlich am Hauptweg steht eine Kindertagesstätte. Das amtliche Schild für die ‚geschützte Grünanlage‘ lautet ‚Strela-Platz‘. | Strela-Park vom Rummelsburger See aus gesehen        |
| Volkspark Friedrichshain (Lage)                                | 490.000                 | nach Friedrich II. (1712–1786), preußischer König      | überliefert         | Erholungsgebiet im Norden Friedrichshains (südlich des Bötzowviertels) mit Rodelberg, Teichen, Skatebahn und einigen Imbissmöglichkeiten | Großer Teich im Volkspark                            |
| Wenden-Park (Lage)                                             | 009.100                 | Wenden, erste Siedler auf der Halbinsel                |                     | Er liegt südlich von Alt-Stralau und schließt sich unmittelbar an das Friedhofsgelände an. Auf seiner Fläche sind zahlreiche alte Bäume erhalten, darunter eine als Naturdenkmal ausgewiesene Rosskastanie (Nummer 2–7/B; siehe Winterbild). | Wenden-Park                                          |

### Kleingartenanlage und Friedhöfe
| Name                                                      | Fläche (gerundet in m²)                      | Namensherkunft                                                       | Datum der Gründung | Anmerkungen | Bild                                                                      |
| --------------------------------------------------------- | -------------------------------------------- | -------------------------------------------------------------------- | ------------------ | --- | ------------------------------------------------------------------------- |
| Kleingartenanlage Stralau „Alfred Kowalke“ (Lage)         | 12.351                                       | Alfred Kowalke, Widerstandskämpfer                                   | 1948               | Die Dauer-Kleingartenkolonie liegt auf der Halbinsel Stralau in Nord-Süd-Ausdehnung zwischen Alt-Stralau und dem Nixenkai entlang zweier Erschließungswege. Sie umfasst 47 Parzellen und entstand nach dem Zweiten Weltkrieg als Notunterkunft oder zur Eigenversorgung mit Obst und Gemüse. | KGA Stralau                                                               |
| Friedhof der Märzgefallenen (Lage)                        | 01.200                                       | Opfer der Märzrevolution                                             | 22. März 1848      | Er wurde für die Opfer der Märzrevolution vom 18. März 1848, die Märzgefallenen, angelegt. 1925 gestaltete der Berliner Architekt Ludwig Hoffmann die Anlage um und brachte sie in die noch bestehende dreiseitig gefasste Form. Weitere Umgestaltungen fanden 1948 und 1957 statt.          | Friedhof der Märzgefallenen                                               |
| Friedhöfe Georgen-Parochial II und V und St. Petri (Lage) | 37.000 (unregelmäßige Form; grob abgemessen) | Kirchengemeinden St. Georgen-Parochial und St. Petri in Berlin-Mitte | 1825               | Die drei einzelnen Friedhöfe liegen nebeneinander und besitzen eine gemeinsame Verwaltung: Friedhof der St.-Petri-Gemeinde (1838 angelegt) sowie die Friedhöfe II und V der Georgen-Parochial-Gemeinde (1848 bzw. 1825 angelegt).                                                            | Gestaltete Urnenfläche, im Hintergrund Neubauten der Richard-Sorge-Straße |
| Georgen-Parochial-Friedhof IV (Lage)                      | 19.350                                       | Evangelische Georgen-Parochialgemeinde zu Berlin                     | 1867               | Auf dem Friedhof steht eine 1879 nach Plänen von Gustav Knoblauch errichtete Kapelle. Auf dem Gelände befindet sich auch ein gemeinsames Grab der drei Widerstandskämpfer gegen das nationalsozialistische Regime Fritz Riedel, Kurt Ritter und Willi Heinze.                                | Georgen-Parochial-Friedhof IV                                             |

### Ufergrünzug entlang der Halbinsel Stralau
Rund um die Halbinsel Stralau, nordwestlich anschließend an das Paul- und Paula-Ufer, wurde ab 1998 ein Uferweg angelegt, dessen verschiedene Abschnitte als „Geschützte Grünanlage“ ausgewiesen sind. Er dient als Wander- und Fahrradweg, seine Teile erhielten Bezeichnungen, die zu großen Teilen Bezug auf die Geschichte nehmen. Das sind (in Uhrzeigerrichtung):

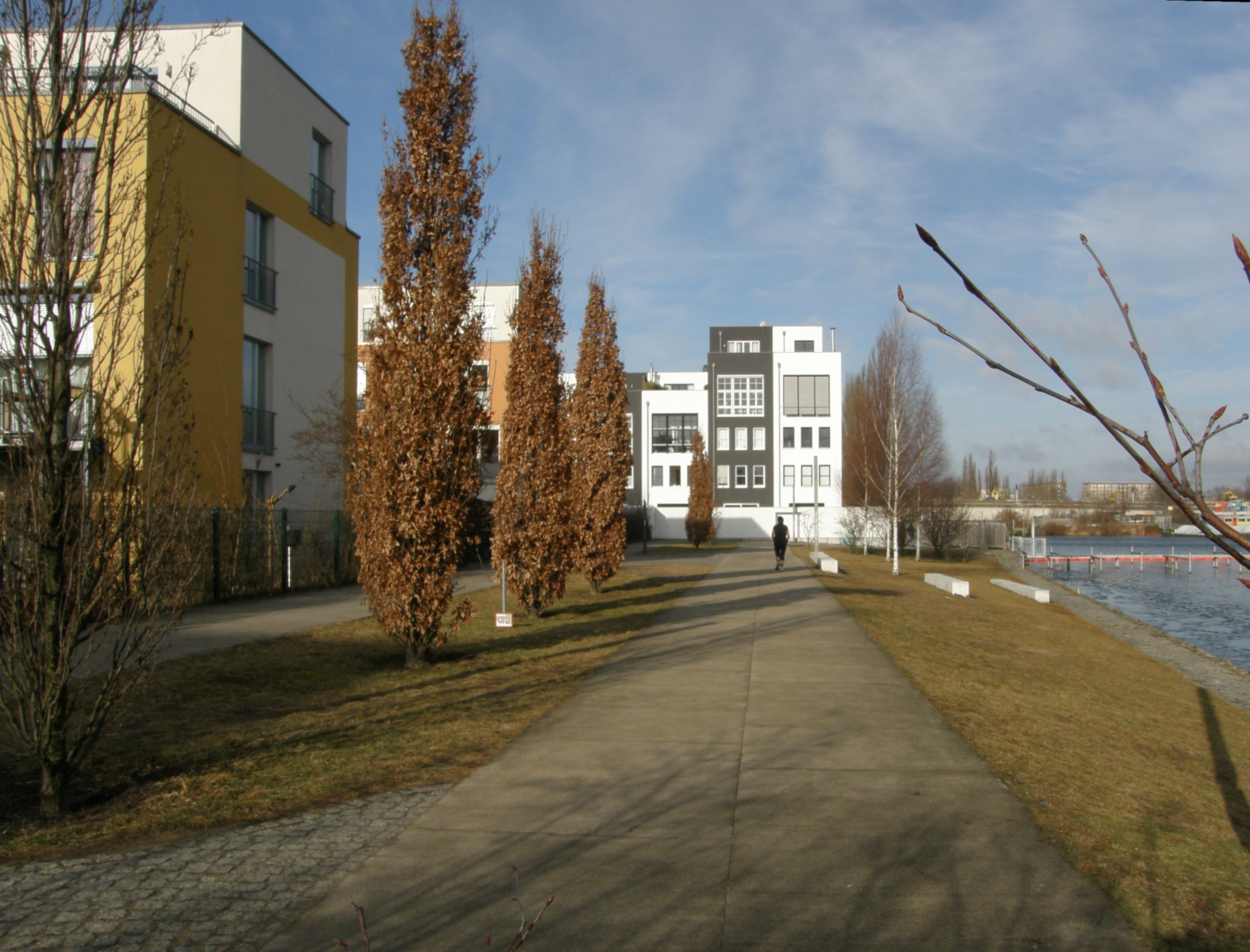
Flaschenkai

- Flaschenkai
Hier befand sich die Anlegestelle für die im Glaswerk Stralau hergestellten oder recycelten Flaschen. (Lage)
- Speicherkai
nach dem erhaltenen denkmalgeschützten Palmkernölspeicher (Lage)
- Nixenkai
(Lage)
- Bartholomäus-Ufer
(Lage), rund 240 m lang
- Hansa-Ufer
 (Lage); rund 280 m lang. Die Namensvergabe erfolgte nach der 1911 gegründeten Geppertschen Hansa-Werft auf der Halbinsel, die noch besteht.[157]
- Am Schwanenberg
(Lage), etwa 100 m am nordöstlichen Ufer und 100 m am südöstlichen Ufer. Die gedachte Verlängerung der Tunnelstraße von der Wendeschleife bis an die Südostspitze der Halbinsel Stralau teilt diese Grünanlage.
- Regatta-Ufer
(Lage), etwa 250 m lang. Die Namensvergabe lehnte sich an die auf der Spree entlang der Halbinsel verlaufende historische Regattastrecke (Ruderboote, Segelboote).
- Uferweg des Wenden-Parks
(westlich angeschlossen an den Friedhof Alt-Stralau) (Lage)
- Caroline-Tübbecke-Ufer
(Lage), etwa 460 m lang. Es wurde nach der Ehefrau des Julius Tübbecke benannt, nach dem im 20. Jahrhundert eine Straße in Friedrichshain hieß, die aber aufgehoben wurde.[158]
- Uferweg
Südöstlichster Abschnitt auf der Halbinsel Stralau, der bis zur Eisenbahn-/ Parkwegbrücke führt und (noch) keinen konkreteren Namen trägt.
(Lage)